# Provincia dell'Aquila
La provincia dell'Aquila è una provincia italiana dell'Abruzzo che conta 286 562 abitanti con capoluogo L'Aquila, l'unica provincia interna senza sbocchi sul mare della regione, la più estesa e la meno popolata (con il territorio che coincide in parte con quello dell'antica provincia di Abruzzo Ulteriore Secondo, dalla quale l'odierna circoscrizione provinciale ha ereditato il proprio stemma), confinante con la provincia di Teramo a nord-est, con la provincia di Pescara e la provincia di Chieti a est, con il Molise (provincia di Isernia) a sud-est e con il Lazio (provincia di Frosinone, città metropolitana di Roma Capitale e provincia di Rieti) ad ovest.

## Geografia fisica

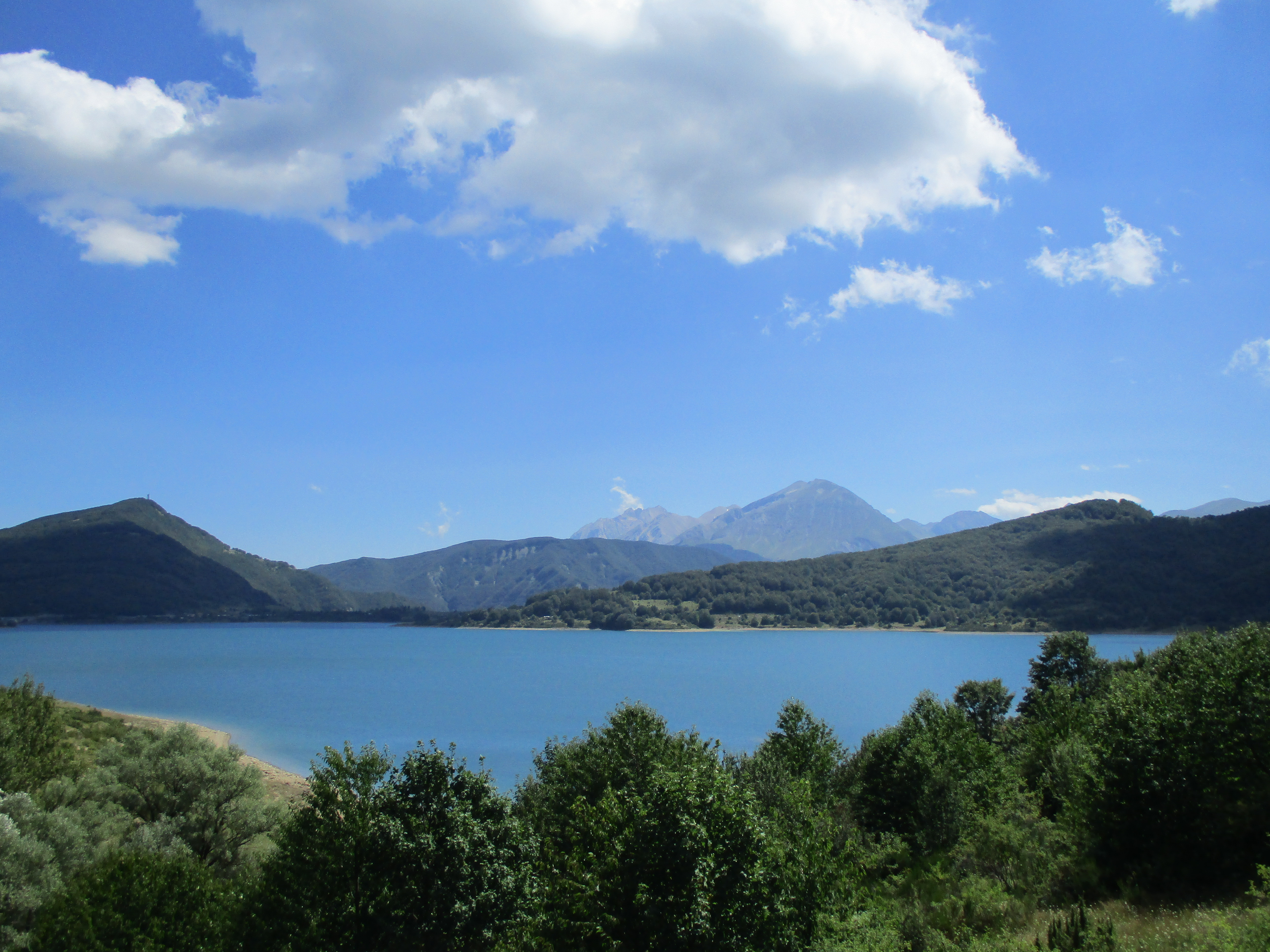
Lago di Campotosto (di origine artificiale) e Monti della Laga (Alto Aterno)

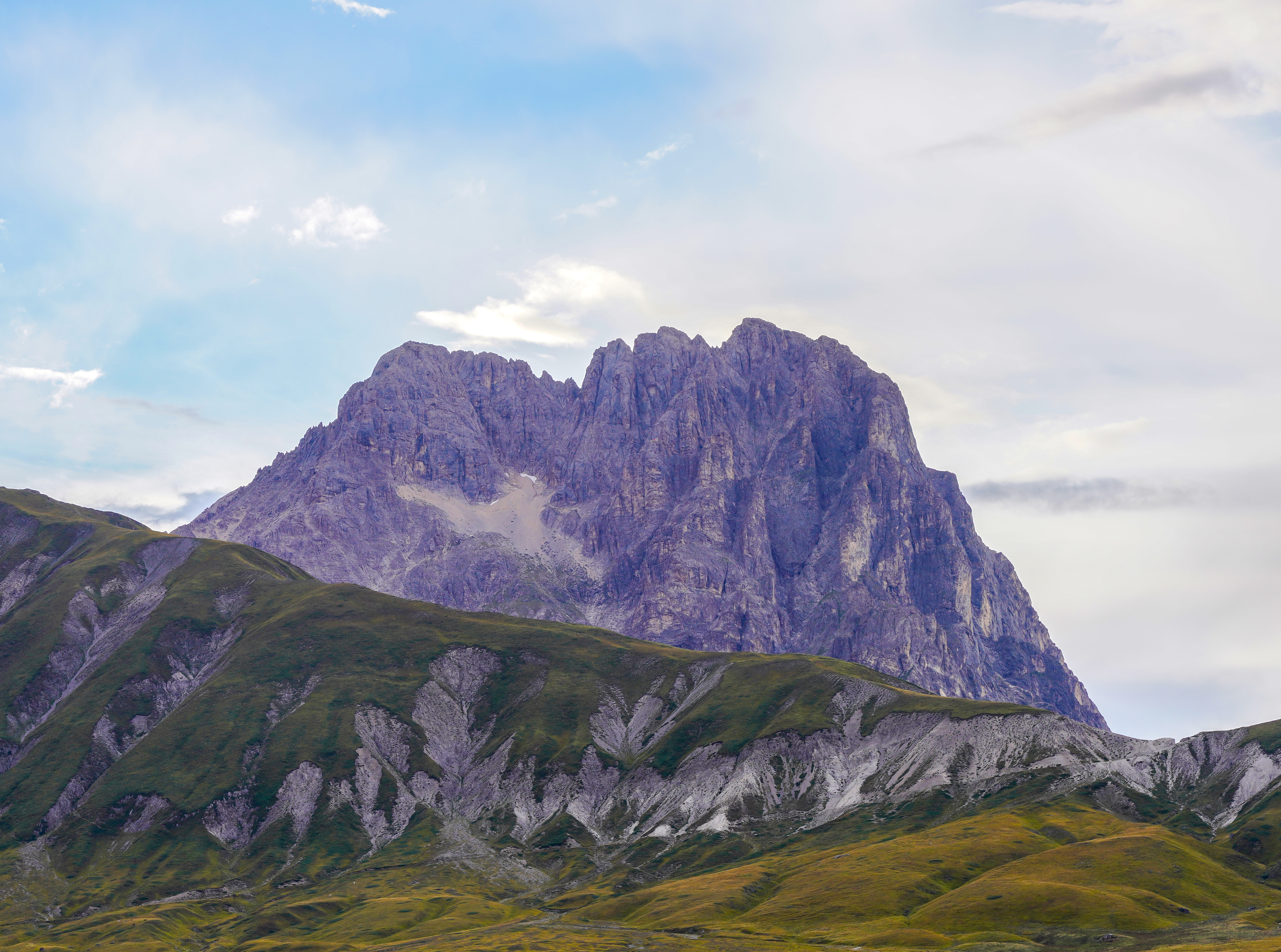
Corno Grande da Campo Imperatore, nel parco nazionale del Gran Sasso e Monti della Laga

Il territorio della provincia racchiude interamente la parte interna della regione, e si estende da nord a sud parallelamente alla linea costiera su una superficie di 5.035 km² che, su scala nazionale, la pone al nono posto per estensione.

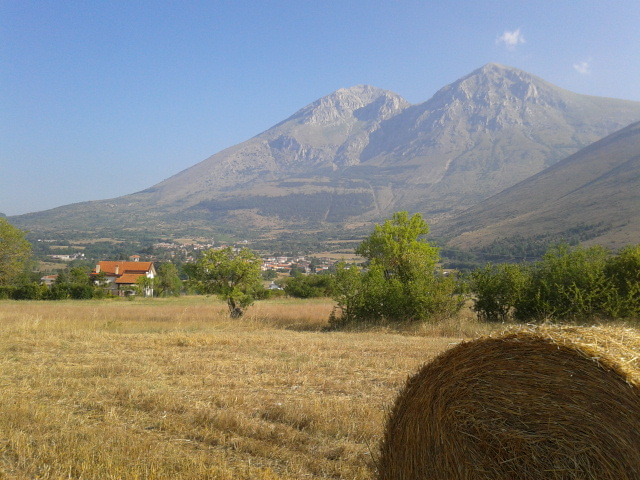
Monte Velino (Marsica)

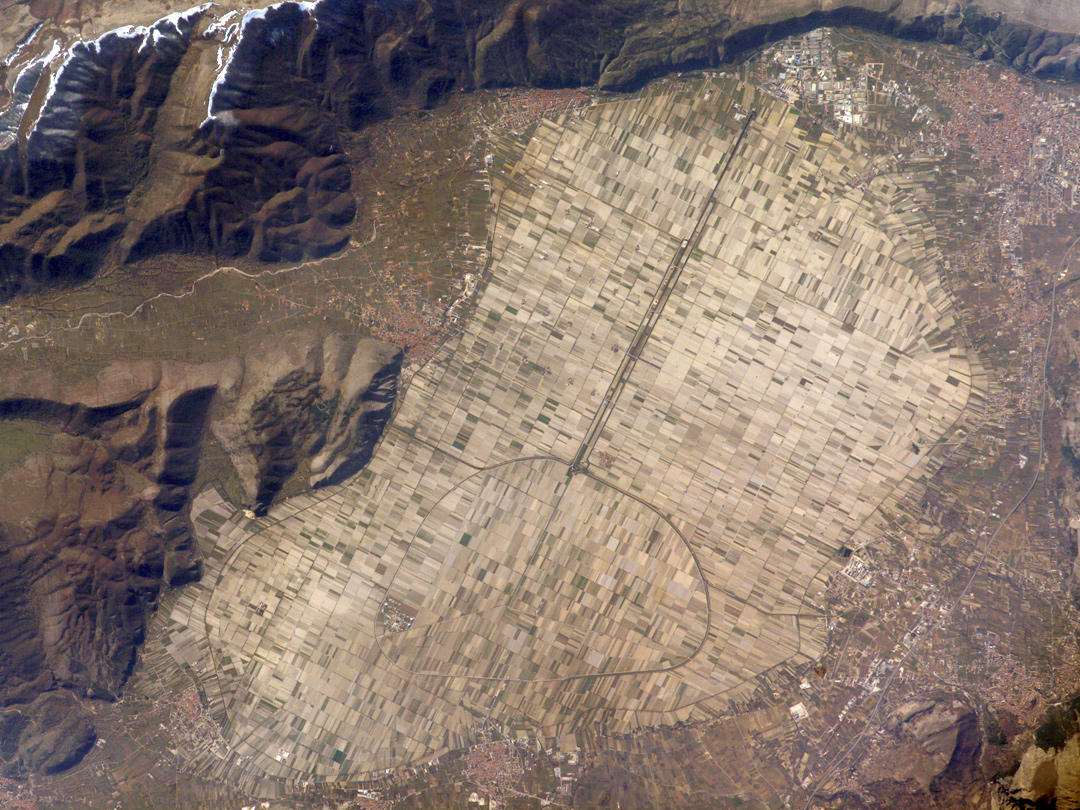
Foto satellitare del Fucino (Marsica)

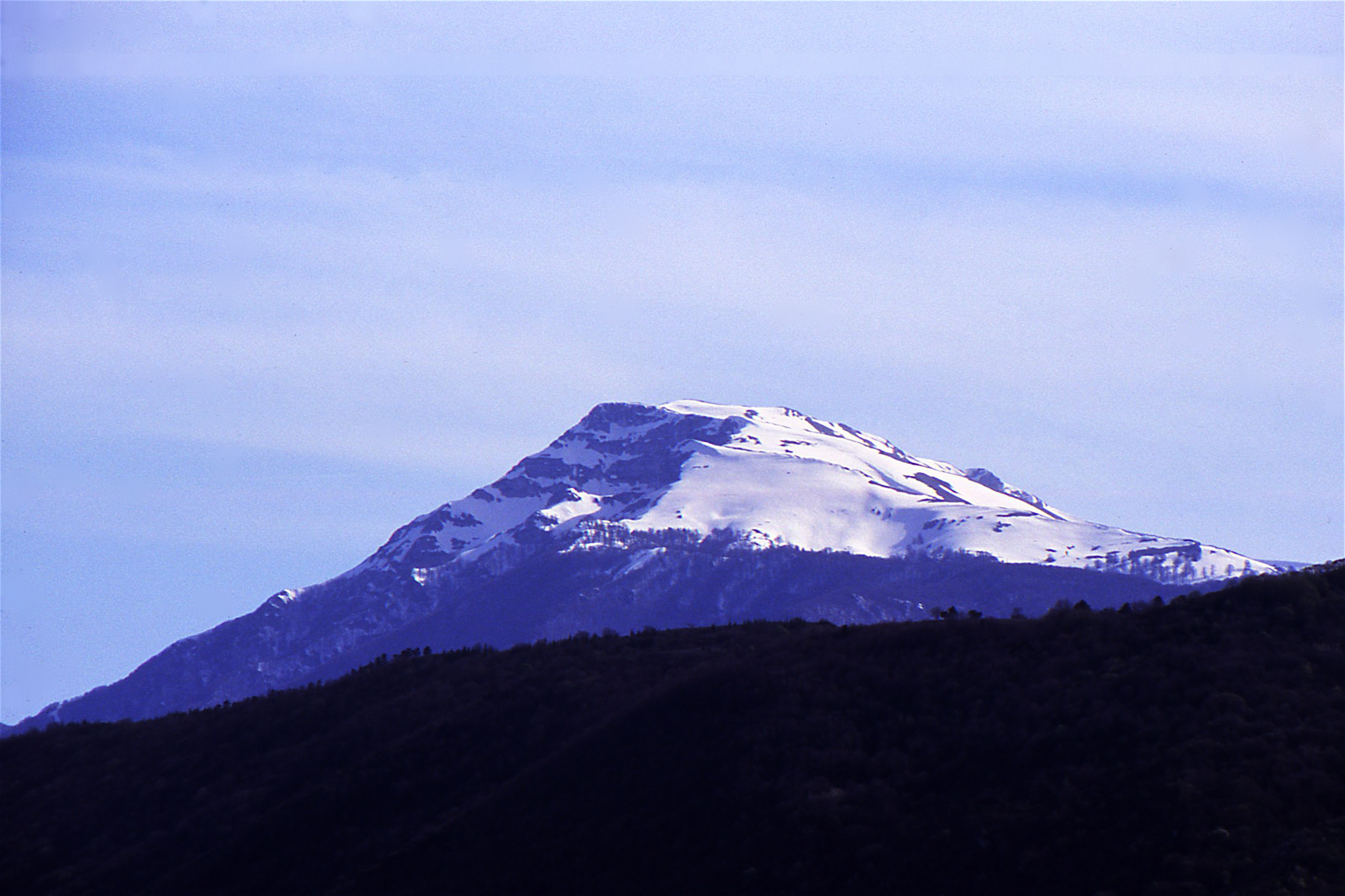
Monte Viglio (Marsica)

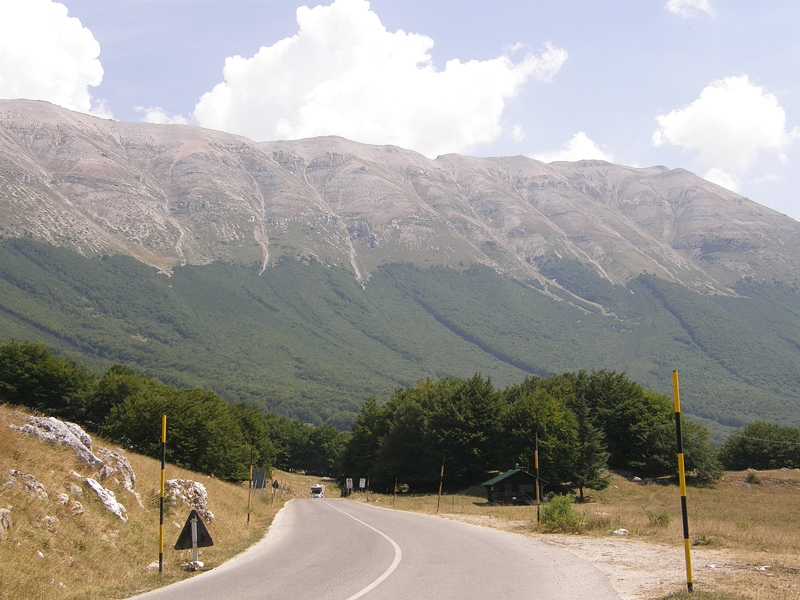
La Maiella, versante aquilano, nei pressi di Passo San Leonardo, che sovrasta la Conca Peligna a ovest

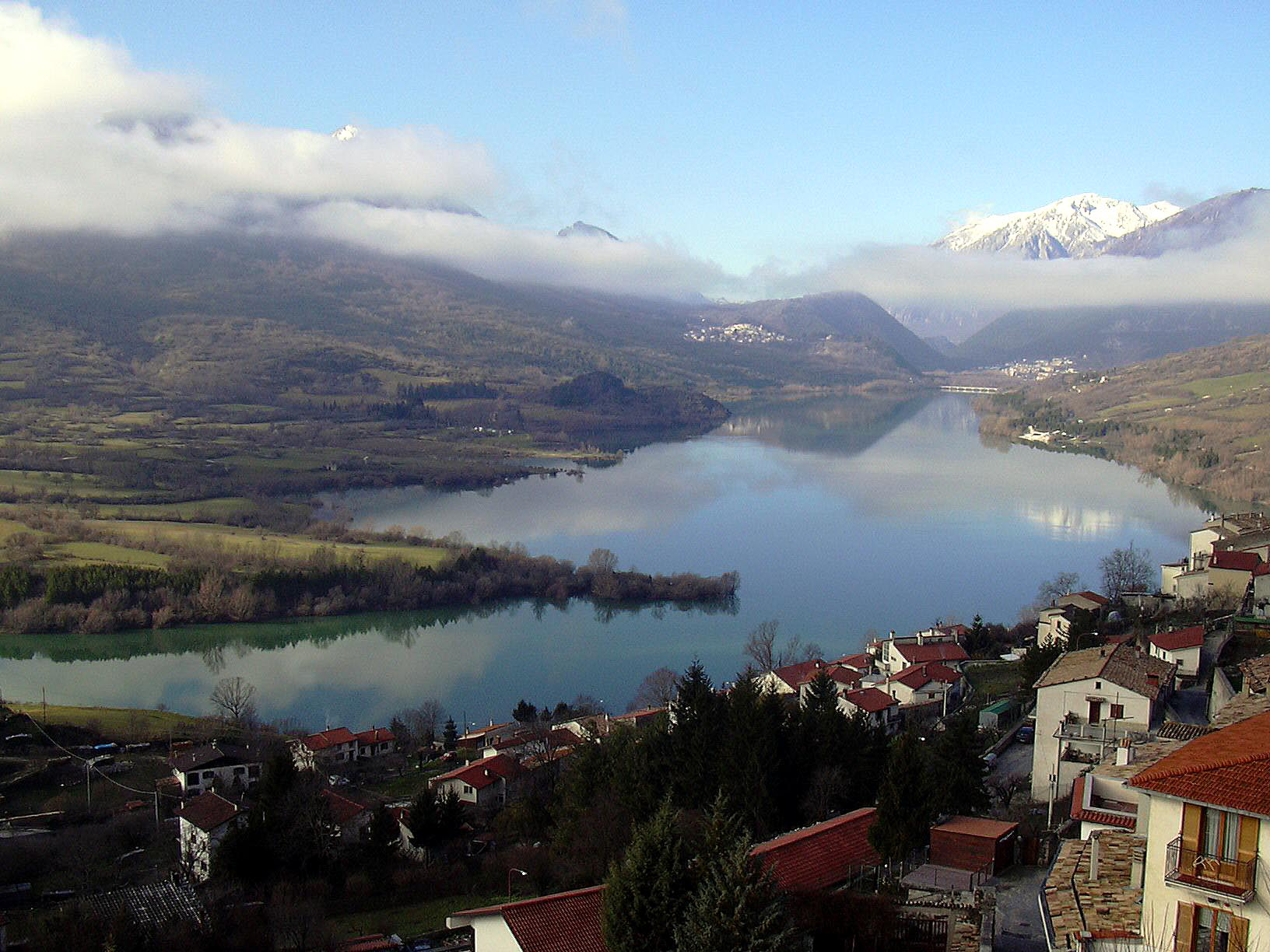
Il lago di Barrea circondato dai Monti Marsicani nel parco nazionale d'Abruzzo, Lazio e Molise (Alto Sangro)

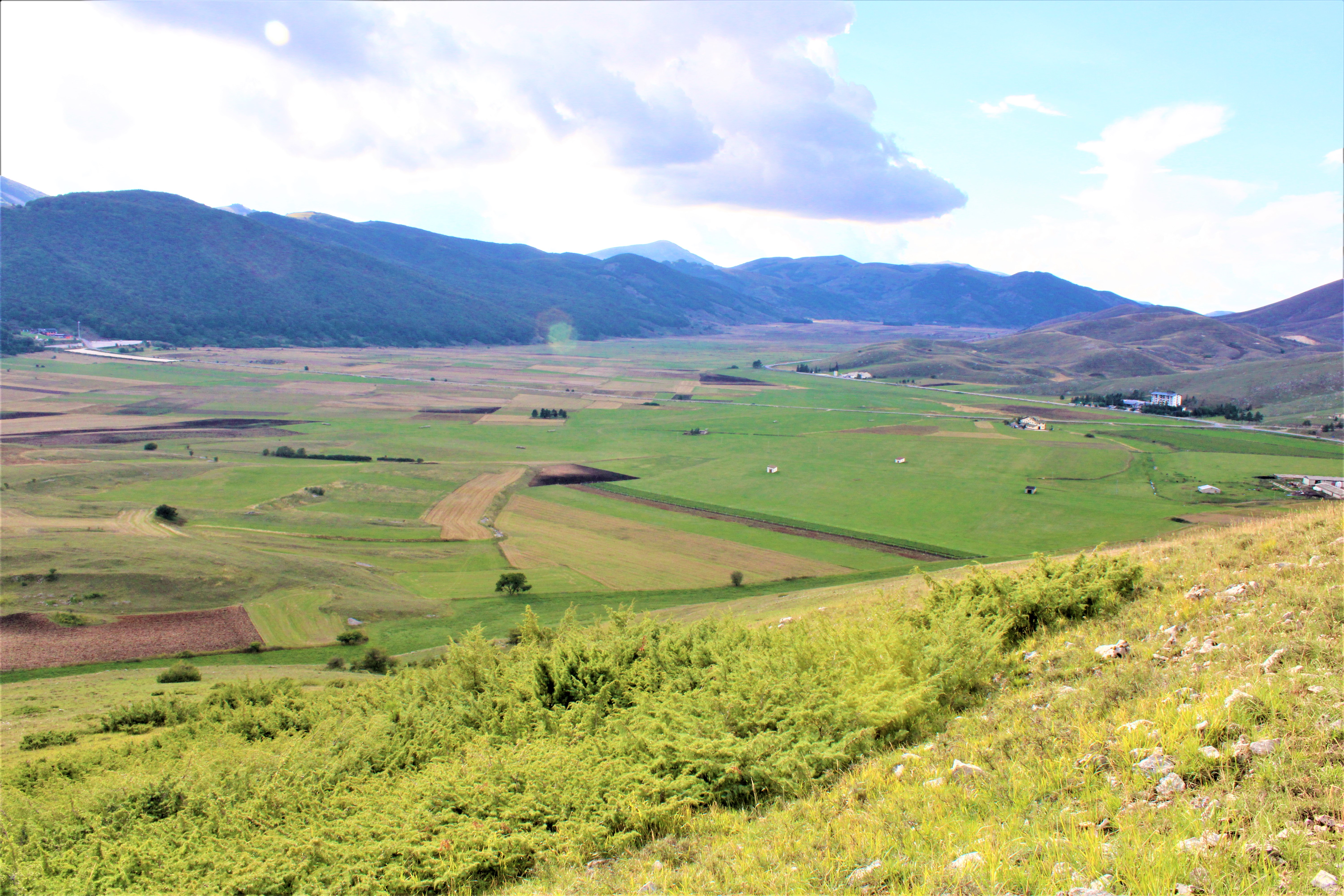
Altopiano delle Cinquemiglia

È caratterizzata da diverse conche di origine lacustre, in corrispondenza delle quali si trovano gli insediamenti antropici più consistenti, stretti dai massicci del Gran Sasso e dei Monti della Laga a nord est, del Sirente-Velino e dei Monti Carseolani, Monti Simbruini, Monti Cantari e Monti Ernici ad ovest, della Maiella ed est e dei Monti Marsicani e Monti della Meta a sud. Tra questi gruppi montuosi si aprono pianori carsici in quota come l'altopiano di Cascina, Campo Imperatore, Campo Felice, il Piano del Voltigno, l'Altopiano delle Rocche, i Piani di Pezza e gli Altipiani maggiori d'Abruzzo.
Per la sua estensione ed in base a motivi storico-culturali-morfologici, è possibile suddividere la provincia in 4 macroaree contornate e divise dalle suddette catene montuose:
- La Valle dell'Aterno facente riferimento alla parte settentrionale della provincia in corrispondenza del passaggio del fiume Aterno e comprendente l'Alto Aterno, la Conca aquilana, l'Altopiano delle Rocche, la Valle Subequana e la Piana di Navelli;
- La Marsica, in corrispondenza dell'area del lago Fucino, prosciugato alla fine dell'Ottocento e rappresentante l'area più occidentale della provincia, al confine con il Lazio;
- La Valle Peligna nella zona di Sulmona, rappresentante la parte più vicina alla costa al confine con la Provincia di Pescara;
- L'Alto Sangro, zona geograficamente unita al Molise in corrispondenza dell'estremità meridionale della provincia.

### Morfologia

#### Orografia
La provincia è caratterizzata da tre serie di massicci disposti sulla direttrice che va da nord ovest a sud est, parallelamente alla linea costiera. Sul margine nord orientale del territorio si staglia la catena formata da Monti della Laga, Gran Sasso e Maiella che costituisce il confine con le province di Teramo, Pescara e Chieti.
Il margine sud occidentale è caratterizzato invece dal sistema montuoso formato dai monti del Cicolano, i Monti Simbruini e i monti Ernici, che raggiunge i 2156 m con il Monte Viglio, al confine con il Lazio. Al centro della provincia è invece la catena mediana che dal Terminillo giunge sino ai Monti della Meta comprendente il massiccio del Sirente-Velino che costituisce la linea di separazione tra il versante orientale e quello occidentale della penisola nonché il confine fisico tra l'altopiano aquilano (Valle dell'Aterno e Valle Peligna) e il bacino del Fucino.
I principali valichi della provincia sono: Passo di Montereale, Sella di Corno, valico delle Capannelle, Forca Caruso, Bocca di Forlì (cui si aggiungono altri valichi montani minori quali Passo San Leonardo, Passo Godi, Forca d'Acero, Valico di Capo la Serra, Valico Serra Sant'Antonio, Valico di Monte San Franco, Vado di Sole, Valico della Forchetta, Valico di Prato dell'Abate, Valico di Monte Bove, Valico della Chiesola, Valico della Crocetta, Valico di Gioia Vecchio ecc...).

#### Tettonica
L'area dell'Appennino aquilano è caratterizzato da roccia calcarea, la cui rigidità, unita all'intensa attività tettonica di frattura, ha fatto sì che la provincia venga colpita da frequenti eventi tellurici di particolare intensità. L'intero territorio è stato segnato, nel corso del tempo, da numerosi terremoti la cui devastazione è responsabile dall'attuale struttura urbana degli insediamenti, spesso caratterizzati da una notevole compattezza e da edifici di altezza modesta. Gli eventi più disastrosi, quali il terremoto di Avezzano del 1915 (6,99 Mw), il terremoto dell'Aquila del 1703 (6,81 Mw) e il terremoto della Maiella del 1706 (6,60 Mw) hanno completamente distrutto le tre città provocando complessivamente circa 40.000 morti. L'evento tellurico più recente è il terremoto che ha colpito L'Aquila il 6 aprile 2009 provocando 308 morti, oltre 1.500 feriti e la pressoché totale evacuazione del capoluogo.

### Idrografia

#### Fiumi
La provincia è ricca d'acqua, nonostante la portata dei fiumi che l'attraversano sia modesta, seppur regolare. Il principale corso d'acqua della provincia e dell'intera regione è l'Aterno-Pescara, che ha origine sui Monti della Laga e attraversa longitudinalmente la provincia prima di svoltare verso il mare nei pressi di Raiano; il fiume attraversa i centri più importanti della zona, e forma attraverso le Gole di San Venanzio il collegamento naturale tra la conca aquilana e quella Peligna.
La valle Peligna è invece attraversata dal fiume Sagittario, che ha origine nel Lago di Scanno e che rappresenta il principale affluente dell'Aterno-Pescara. Al limite meridionale della provincia scorre invece il Sangro, per lunghezza il secondo fiume dell'Abruzzo, la cui sorgente si trova all'interno del Parco nazionale d'Abruzzo, Lazio e Molise e che attraversa, tra gli altri, i paesi di Alfedena e Castel di Sangro. Altri importanti fiumi che hanno origine in provincia ma scorrono prevalentemente altrove sono il Liri, che ha origine sui Monti Simbruini, e il Vomano la cui sorgente è sui Monti della Laga, non distante da quella dell'Aterno-Pescara.

#### Laghi
Nella provincia dell'Aquila sorgeva un tempo il lago Fucino, un lago poco profondo e privo di uscite considerato il terzo d'Italia per estensione. A seguito della bonifica avvenuta nella seconda metà dell'Ottocento, venne realizzata al suo posto un'ampia rete di canali per una lunghezza complessiva di circa 300 chilometri. Qualche anno più tardi, nei pressi di Campotosto, venne invece creato un lago artificiale tuttora il più grande della regione e tra i più grandi d'Italia; il lago venne creato con lo scopo di utilizzarne le acque per il funzionamento delle centrali idroelettriche della valle del Vomano. Un altro lago artificiale è quello di Barrea, all'interno del Parco nazionale d'Abruzzo, Lazio e Molise. Il principale lago naturale della provincia è il Lago di Scanno, formatosi in seguito ad una frana nell'alta valle del fiume Sagittario; altri laghi sono quelli Pio e di San Domenico.

### Clima
Tutta la provincia è situata in area montuosa, ed è perciò caratterizzata da un clima appenninico: gli inverni sono rigidi con temperature che raggiungono frequentemente valori negativi, le giornate estive, invece, sono caratterizzate da forti sbalzi termici tra giorno, quando le temperature, soprattutto nelle valli e nelle conche, sono molto elevate, e notte, quando le temperature sono basse e possono, sopra i 1000 metri s.l.m., persino scendere sotto i 10/12 °C. Le precipitazioni sono abbondanti, in particolare sui monti esposti ad occidente e nella parte meridionale della provincia e d'inverno, sono quasi sempre nevose in buona parte del territorio provinciale, soprattutto dalle quote medie in su.

### Aree naturali protette
La provincia dell'Aquila racchiude la maggior parte delle aree protette della regione:
- il parco nazionale d'Abruzzo, Lazio e Molise;
- il parco nazionale del Gran Sasso e Monti della Laga;
- il parco nazionale della Maiella;
- il parco naturale regionale Sirente-Velino;
- la riserva naturale guidata Zompo lo Schioppo;
- la riserva naturale guidata Monte Salviano;
- la riserva naturale speciale delle Grotte di Pietrasecca;
- la riserva naturale regionale Grotte di Luppa;
- la riserva naturale del Lago di Campotosto;
- la riserva naturale Monte Genzana e alto Gizio;

## Storia

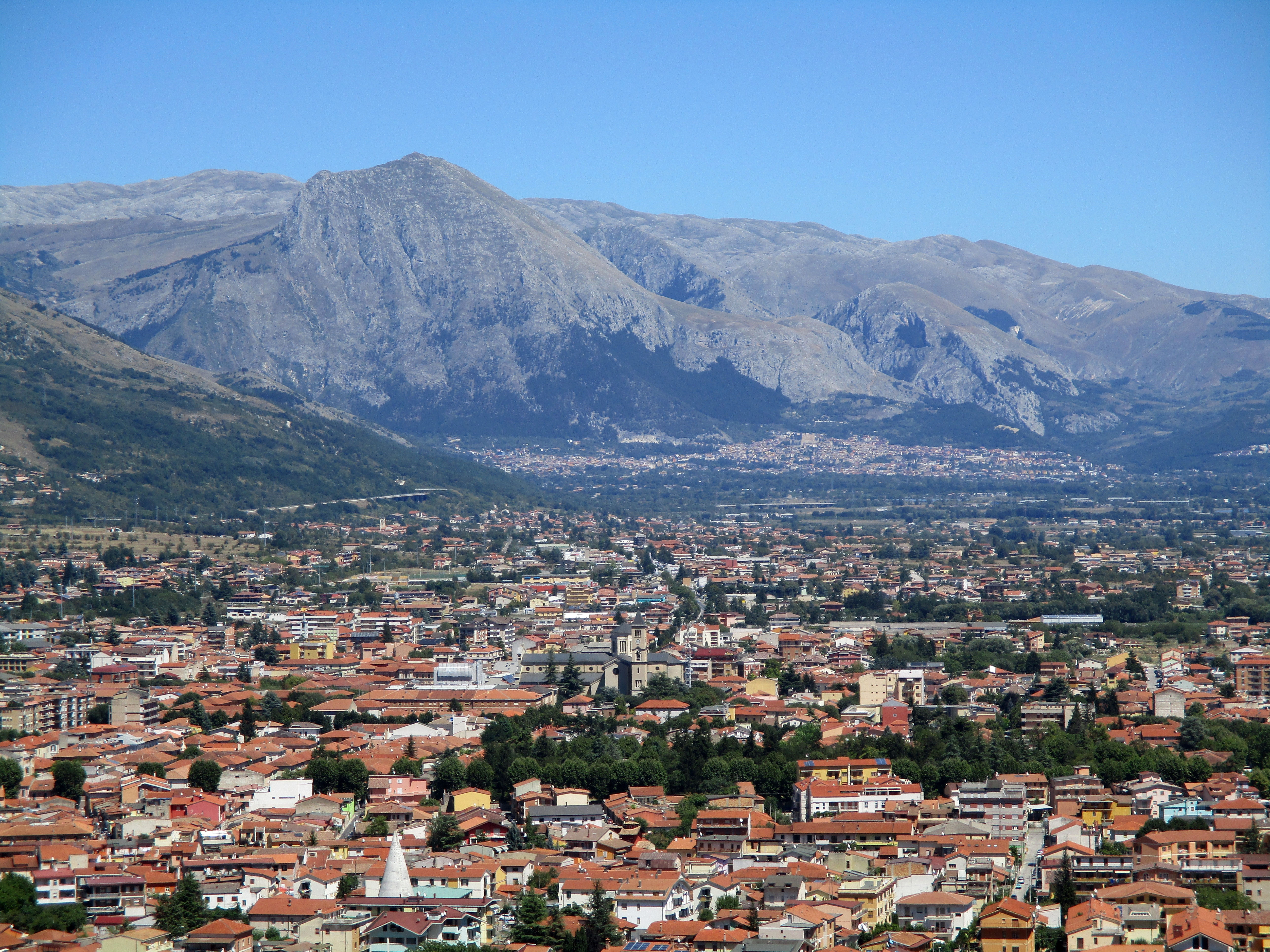
Vista dall'alto di Avezzano

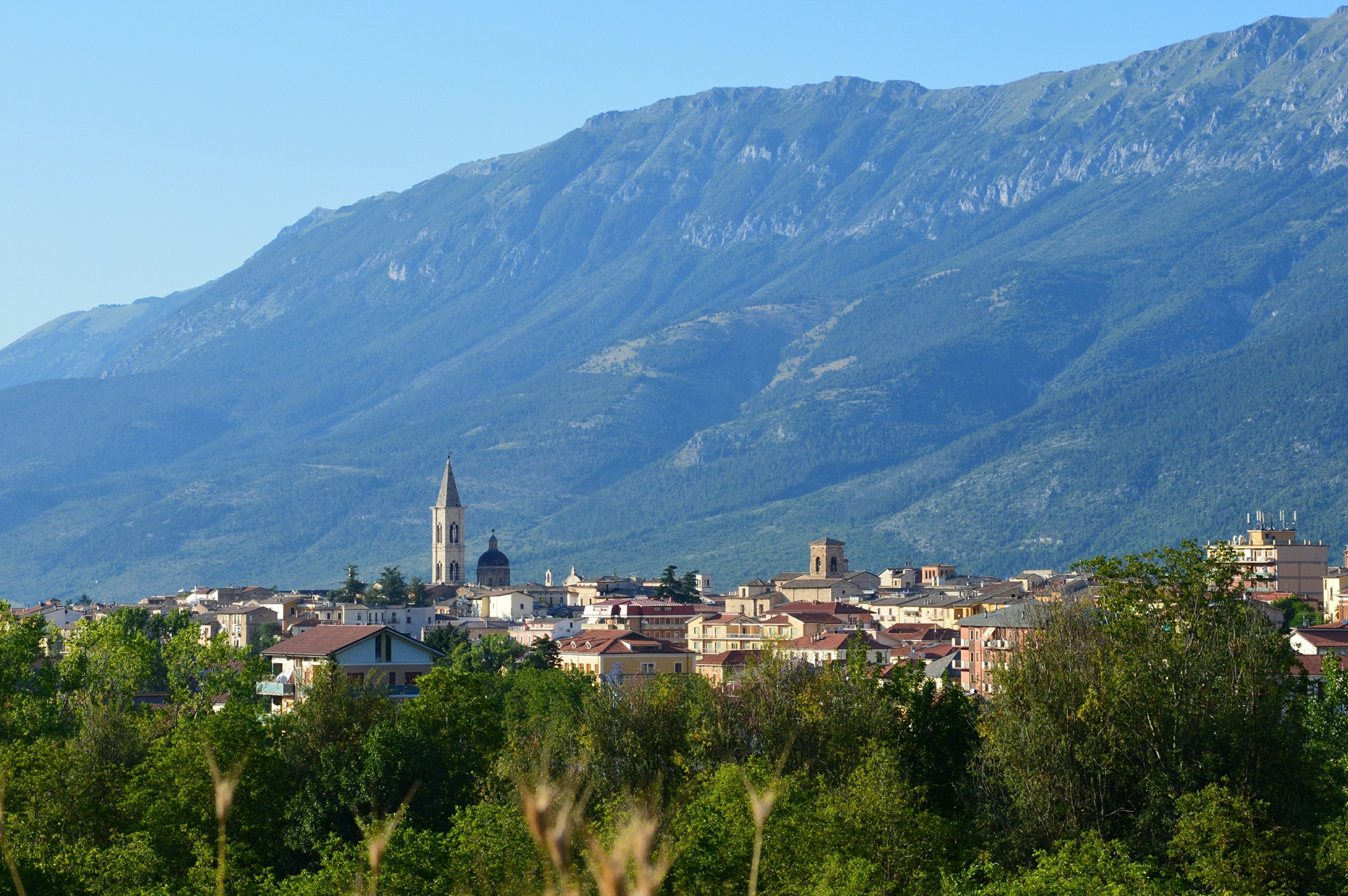
Sulmona

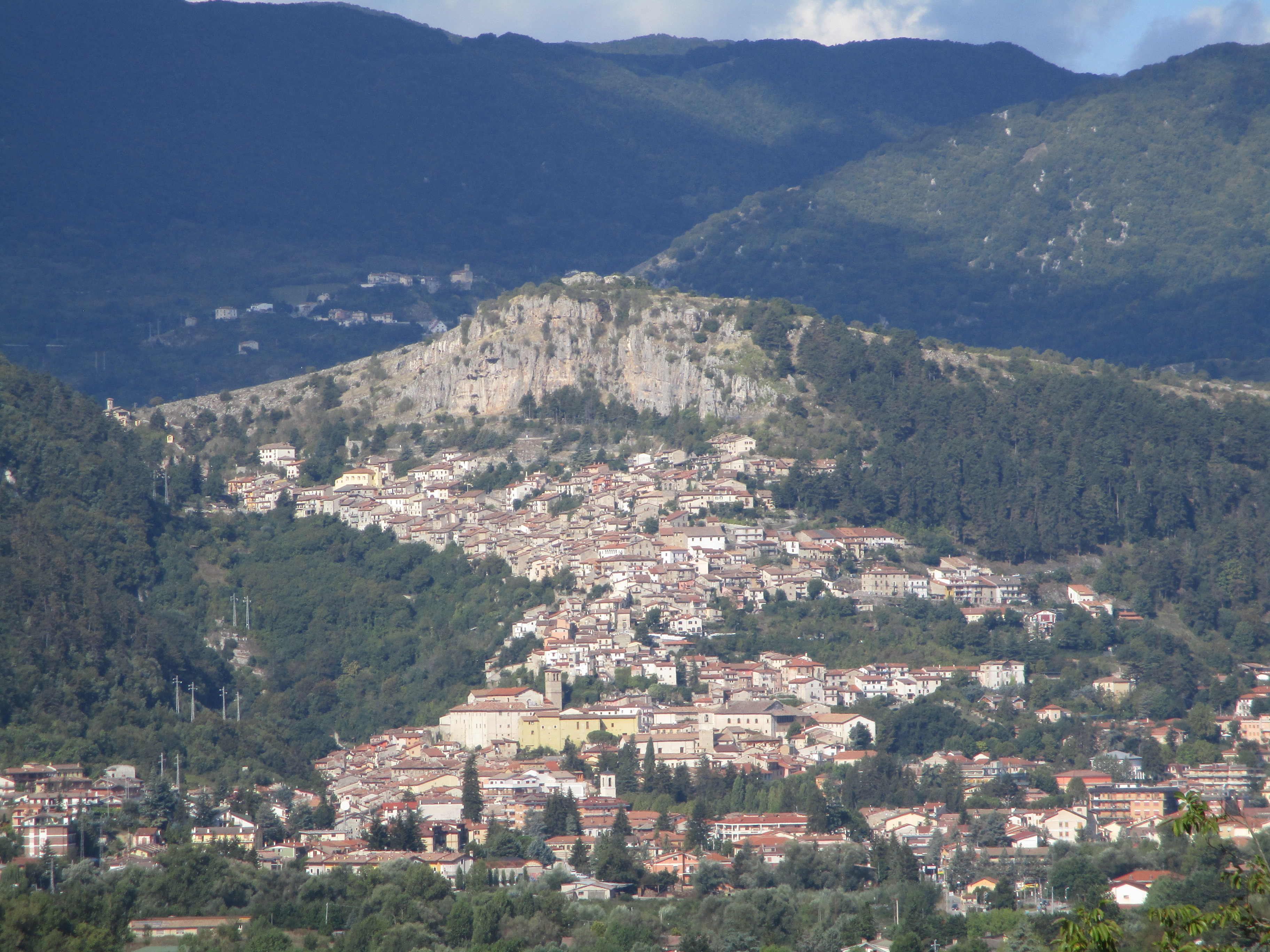
Tagliacozzo

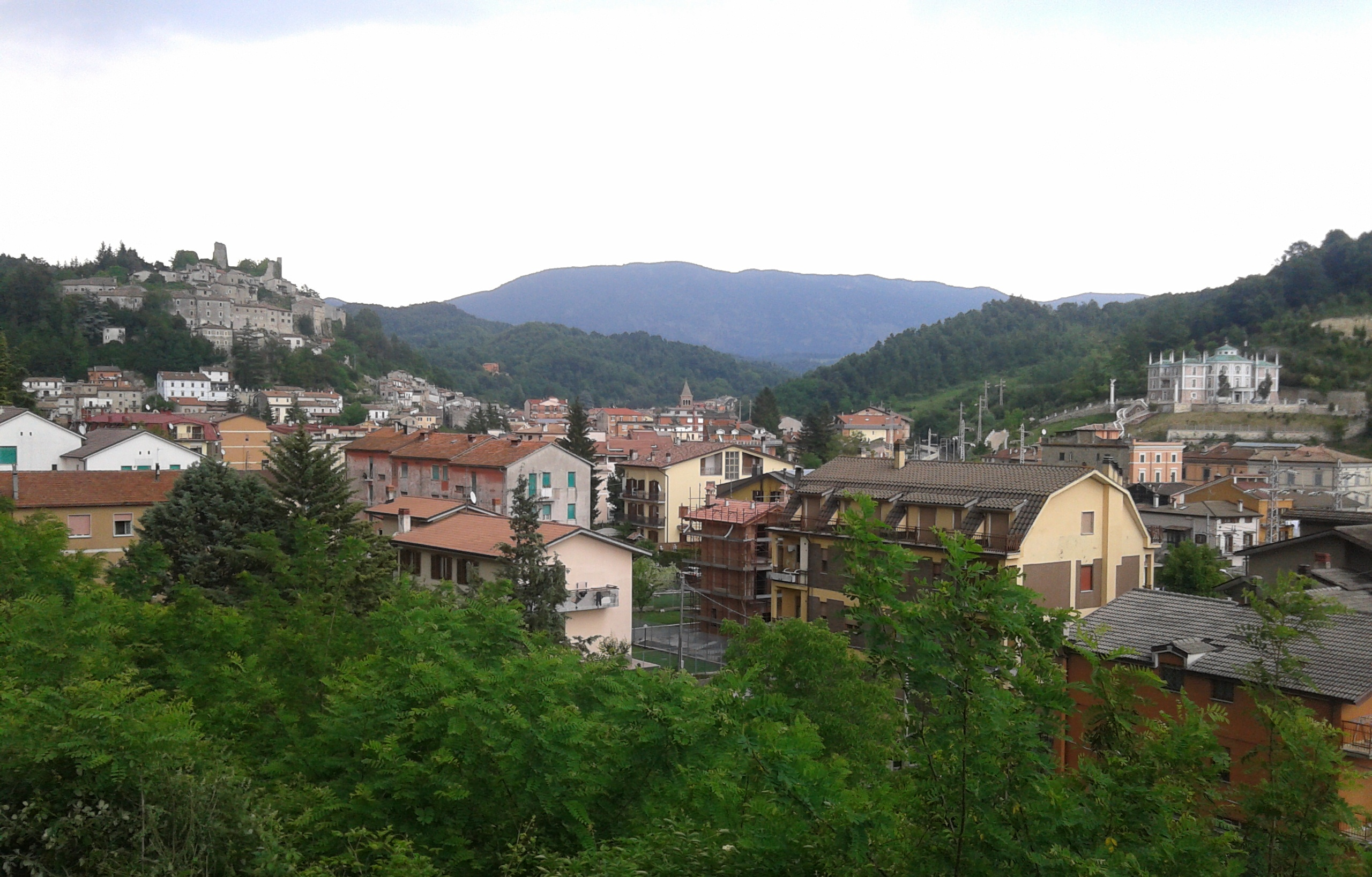
Carsoli

La provincia, caratterizzata da valli e altipiani, è stata nel tempo abitata da numerosi popoli italici, tra i quali i Sabini nell'area nord occidentale, i Vestini in quella orientale (al confine con le province di Teramo e Pescara), i Peligni in quella sud orientale, i Marsi nell'area della conca del Fucino e gli Equi al confine sud occidentale. I centri urbani si sono localizzati dapprima in agglomerati di origine preromana, come Corfinium (l'odierna Corfinio), poi in colonie romane come Amiternum, Alba Fucens, Carseoli (l'odierna Carsoli), Aveja e Peltuinum quindi in centri normanni come Celano o longobardi come Forcona e Valva ed infine in città medievali come L'Aquila e Sulmona.
La prima riunificazione del territorio provinciale avvenne sotto l'Impero romano con la costituzione della regione augustea del Samnium, che comprendeva una vasta parte di Appennino centrale con l'attuale provincia aquilana e il territorio di Reate (Rieti), Teate (Chieti), il Molise e buona parte della provincia di Benevento. Questa suddivisione lascerà fuori dalla regione il territorio dell'odierna provincia di Teramo, che solo in seguito sarà unito amministrativamente al resto della regione: dopo la divisione altomedievale della regione fra Ducato di Benevento e Ducato di Spoleto, nel 1233, i Normanni costituiranno il Giustizierato d'Abruzzo, unendo per la prima volta i territori dell'odierna regione, istituzionalizzando il nome Abruzzo. In seguito, nel 1273, il giustizierato sarà diviso nei due enti di Abruzzo Ultra (comprendente buona parte della provincia dell'Aquila con l'eccezione dell'Alto Sangro e la provincia di Teramo) e Abruzzo Citra (la Provincia di Chieti ed il Molise) per essere meglio governato.
Nel 1806, il giustizierato dell'Abruzzo Ultra viene ulteriormente suddiviso in Abruzzo Ultra I con capoluogo Teramo, comprendente l'attuale provincia di Teramo e quella di Pescara, e Abruzzo Ultra II, con capoluogo Aquila, corrispondente alla aquilana, inclusi i territori successivamente passati alle province di Rieti e Pescara. La provincia comprendeva originariamente i distretti di Aquila, Cittaducale e Sulmona, cui venne aggiunto, cinque anni dopo, il Distretto di Avezzano; i distretti erano ulteriormente suddivisi in circondari e, quindi, in comuni. La sede degli organi amministrativi era situata nell'ex convento di Sant'Agostino, all'Aquila.
Nel 1861, con la nascita del Regno d'Italia venne istituita la regione "Abruzzi", ed il territorio dell'Abruzzo Ultra II si trasformò nella provincia dell'Aquila, con il capoluogo che cambiò denominazione in Aquila degli Abruzzi. Successivamente diversi territori saranno scorporati dalla provincia, in favore nelle neocostituite province di Rieti e Pescara: nel 1927 vengono trasferiti nel Lazio i comuni di Accumoli, Amatrice, Antrodoco, Borbona, Borgocollefegato, Borgo Velino, Cantalice, Castel Sant'Angelo, Cittaducale, Cittareale, Fiamignano, Lugnano di villa Troiana (ora Vazia, frazione di Rieti), Leonessa, Micigliano, Pescorocchiano, Petrella Salto e Posta per un totale di 1362 km² e 70 000 abitanti circa. Parallelamente i comuni di Bussi sul Tirino e Popoli Terme vengono trasferiti alla provincia di Pescara, realizzata riducendo principalmente i territori di Teramo e Chieti; in seguito a questi trasferimenti, la provincia assunse l'attuale assetto amministrativo, con la suddivisione in 108 comuni.
Nel 1939 il capoluogo assume la denominazione odierna "L'Aquila", e conseguentemente la provincia viene ridenominata provincia dell'Aquila.

### Sede provinciale
Il Palazzo della Prefettura e del Governo aveva sede nel convento degli Agostiniani, presso la chiesa di Sant'Agostino, costruita alla fine del XIII secolo.
L'annesso monastero venne occupato dai francesi nel 1809, quando i monaci vennero cacciati, e vi fu insediata la Prefettura dell'Abruzzo Ultra II. La prefettura rimase, divenendo attiva con l'annessione dell'Abruzzo al Regno d'Italia nel 1861. Dal 1927 sino al 2009 ha ospitato la sede della provincia, insieme a secondi uffici sparsi nei dintorni dell'ex monastero. Il terremoto dell'Aquila del 2009 ha causato gravi danni alla chiesa, con lo sfondamento della cupola, la facciata è rimasta salva, il palazzo del Governo invece è stato quasi distrutto, soprattutto nella parte prospettate su piazza della Repubblica, divenendo uno dei simboli della devastazione tellurica. I lavori di ricostruzione della chiesa sono iniziati nel 2016, nel 2018 è stata completata la cupola come era, mentre per la riapertura bisogna ancora attendere. Il palazzo è stato oggetto di consolidamento, i lavori di rifacimento sono partiti nel 2017, tuttavia non tornerà ad ospitare la provincia, trasferita in una nuova sede di nuova costruzione poco distante, su via XX Settembre.

### Simboli
Lo stemma della provincia, riconosciuto con decreto del Capo del Governo in data 22 ottobre 1927, ha la seguente descrizione araldica:
L'aquila è un'arma parlante con l'aggiunta del richiamo orografico alle vette appenniniche. Lo stemma riprende quello appartenente alla provincia preunitaria dell'Abruzzo Ulteriore Secondo. Dal 1933 al 1943 era presente il capo del Littorio.
Il gonfalone è stato concesso con il regio decreto del 23 ottobre 1927 e poi del 16 febbraio 1928.

## Comuni
La provincia si suddivide nei seguenti 108 comuni:
- Acciano
- Aielli
- Alfedena
- Anversa degli Abruzzi
- Ateleta
- Avezzano
- Balsorano
- Barete
- Barisciano
- Barrea
- Bisegna
- Bugnara
- Cagnano Amiterno
- Calascio
- Campo di Giove
- Campotosto
- Canistro
- Cansano
- Capestrano
- Capistrello
- Capitignano
- Caporciano
- Cappadocia
- Carapelle Calvisio
- Carsoli
- Castel del Monte
- Castel di Ieri
- Castel di Sangro
- Castellafiume
- Castelvecchio Calvisio
- Castelvecchio Subequo
- Celano
- Cerchio
- Civita d'Antino
- Civitella Alfedena
- Civitella Roveto
- Cocullo
- Collarmele
- Collelongo
- Collepietro
- Corfinio
- Fagnano Alto
- Fontecchio
- Fossa
- Gagliano Aterno
- Gioia dei Marsi
- Goriano Sicoli
- Introdacqua
- L'Aquila
- Lecce nei Marsi
- Luco dei Marsi
- Lucoli
- Magliano de' Marsi
- Massa d'Albe
- Molina Aterno
- Montereale
- Morino
- Navelli
- Ocre
- Ofena
- Opi
- Oricola
- Ortona dei Marsi
- Ortucchio
- Ovindoli
- Pacentro
- Pereto
- Pescasseroli
- Pescina
- Pescocostanzo
- Pettorano sul Gizio
- Pizzoli
- Poggio Picenze
- Prata d'Ansidonia
- Pratola Peligna
- Prezza
- Raiano
- Rivisondoli
- Rocca Pia
- Rocca di Botte
- Rocca di Cambio
- Rocca di Mezzo
- Roccacasale
- Roccaraso
- San Benedetto dei Marsi
- San Benedetto in Perillis
- San Demetrio ne' Vestini
- San Pio delle Camere
- San Vincenzo Valle Roveto
- Sant'Eusanio Forconese
- Sante Marie
- Santo Stefano di Sessanio
- Scanno
- Scontrone
- Scoppito
- Scurcola Marsicana
- Secinaro
- Sulmona
- Tagliacozzo
- Tione degli Abruzzi
- Tornimparte
- Trasacco
- Villa Sant'Angelo
- Villa Santa Lucia degli Abruzzi
- Villalago
- Villavallelonga
- Villetta Barrea
- Vittorito

### Capoluogo
| Comune   | Popolazione 30-11-2024 | Superficie (km²) | Descrizione |
| -------- | ---------------------- | ---------------- | --- |
| L'Aquila | 70 434                 | 466,87 km²       | È situata su un colle posto nell'omonima conca, ai piedi dell'Aterno, ad un'altitudine di 721 metri sul livello del mare che la rende uno dei capoluoghi più alti d'Italia. Nata nel 1254 per volere di Federico II, è stata una delle più grandi città del Regno di Napoli, poi Regno delle Due Sicilie. La sua fondazione, realizzata tramite l'unione di decine di castelli del circondario (novantanove secondo la tradizione), ed il suo disegno urbano con suddivisione in locali, copia in pianta della città di Gerusalemme, la rendono unica nel panorama nazionale. È caratterizzata da alcune delle architetture più importanti della provincia, tra i quali si menziona la Basilica di Santa Maria di Collemaggio, sede della prima incoronazione di un papa al di fuori di Roma e del primo giubileo della storia, la Basilica di San Bernardino che ospita le spoglie dell'omonimo santo, la Fontana delle 99 cannelle, monumento alla fondazione della città, ed il Forte spagnolo. È inoltre sede di un museo nazionale ed ospita dal 1596 la più antica Universitas d'Abruzzo. Con poco più di 70 000 abitanti è la principale città della provincia nonché la seconda città d'Abruzzo, regione di cui è capoluogo. |

### Altri comuni principali
| Comune          | Popolazione 30-11-2024 | Superficie (km²) | Descrizione |
| --------------- | ---------------------- | ---------------- | --- |
| Avezzano        | 40 917                 | 104,08 km²       | Situata alle falde del monte Salviano, all'estremità nord occidentale della piana del Fucino, è il più grande centro urbano della Marsica e la seconda città della provincia dopo L'Aquila. Vanta origini antichissime nonostante negli anni sia stata più volte distrutta e ricostruita a causa di eventi tellurici e bombardamenti; è infatti ricordata per essere stata teatro, nel 1915, di uno dei più disastrosi terremoti della storia italiana. |
| Sulmona         | 21 713                 | 58,33 km²        | Città medievale di notevole interesse turistico, è posta al centro della Valle Peligna, ai piedi del monte Morrone. Sorge sul luogo dove anticamente era la colonia romana di Sulmo, patria di Ovidio, ed è stata nel corso della sua storia un importante centro, sede di terme e teatri. Grazie alla sua posizione, baricentrica tra la Valle dell'Aterno, l'Alto Sangro e l'Adriatico, è il principale nodo ferroviario della provincia.             |
| Celano          | 10 136                 | 91 km²           | Importante centro urbano situato a ridosso del monte Tino in posizione panoramica sull'altipiano del Fucino. Fu uno dei più importanti feudi abruzzesi, nonché per lungo tempo caput marsorum fino alla perdita della sua egemonia a vantaggio di Pescina prima ed Avezzano poi. È caratterizzato dalla presenza di un'imponente fortezza, il Castello Piccolomini, posta in posizione predominante sull'intera vallata.                                |
| Pratola Peligna | 6 948                  | 28,27 km²        | Comune situato nel cuore della Valle Peligna, a ridosso del monte Morrone ed a poca distanza da Sulmona. Centro di origine normanna, si è ribellato più volte a invasioni e soprusi come nel caso dell'occupazione francese (1799), del governo borbonico di Ferdinando II (1848) e del regime fascista (1934). |
| Tagliacozzo     | 6 434                  | 89,40 km²        | Importante centro turistico situato nella parte sud-occidentale della provincia. Di origine equicola, è il principale centro culturale della Marsica ed il terzo per popolazione. È caratterizzato da piazze e fontane che lo rendono uno dei borghi più belli d'Italia, tra cui va menzionata Piazza Obelisco, tra le più belle della provincia. |
| Carsoli         | 4 995                  | 59,80 km²        | Centro urbano dell'estremità occidentale della provincia, al confine con il Lazio. Antica città italica, è sede di un importante centro industriale. Il comune fa parte inoltre del club dei Borghi autentici d'Italia. |

## Economia

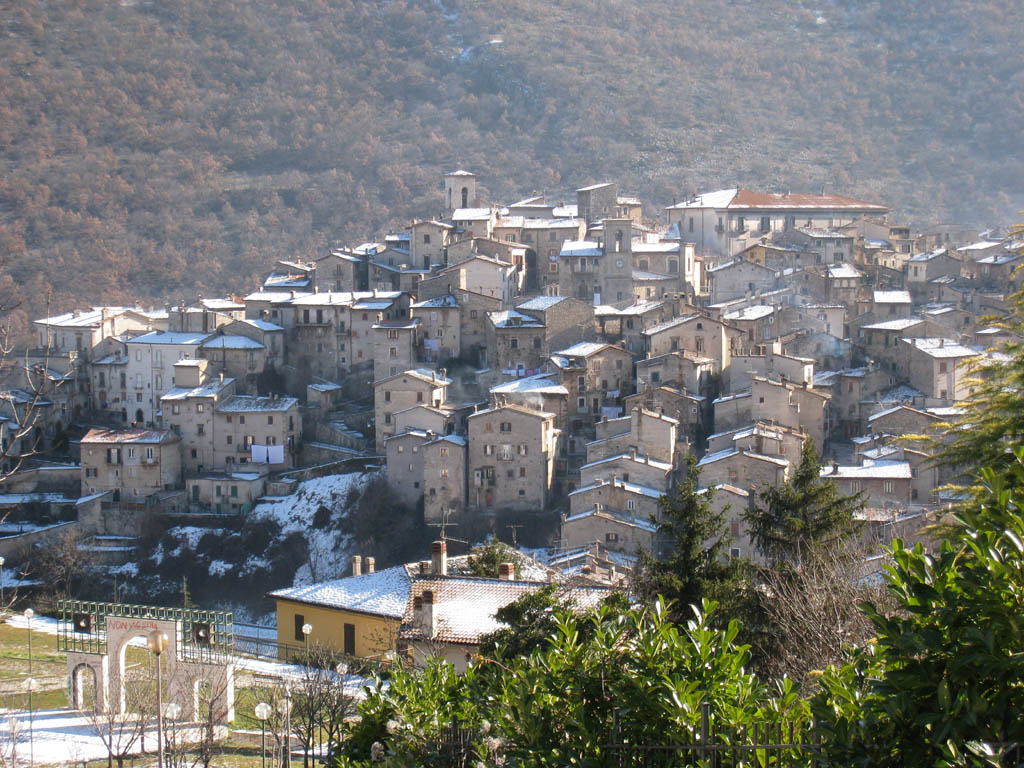
Veduta del borgo di Scanno

L'economia della provincia dell'Aquila è basata essenzialmente sull'attività produttiva agricola intensiva nella piana del Fucino e in quella di Navelli, su quella industriale e manifatturiera nei pressi dei poli industriali-tecnologici delle città dell'Aquila (farmaceutica, elettronica ed aerospaziale), di Avezzano e di Sulmona e in settori tipici quali l'edilizia, mentre la restante attività economica è rappresentata dal settore terziario tra cui spicca il turismo sia invernale nelle numerose stazioni sciistiche (Campo Imperatore, Campo Felice, Ovindoli, Marsia, Camporotondo, Roccaraso, Rivisondoli, Pescocostanzo, Pescasseroli, Scanno, Campo di Giove, Passo San Leonardo) che estivo specie nelle località turistiche di villeggiatura all'interno dei parchi naturali e nazionali presenti.

## Monumenti e luoghi d'interesse

### Architetture religiose
- Duomo di San Massimo (L'Aquila)

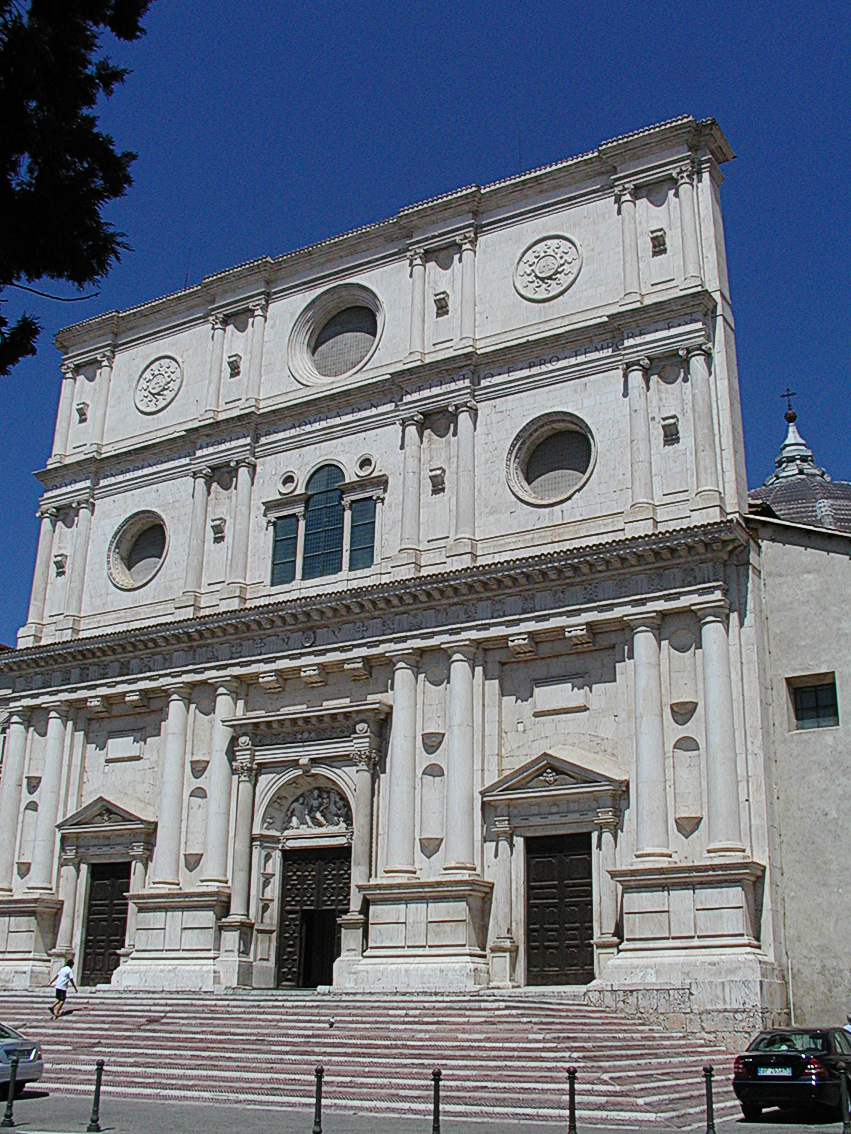
Basilica di San Bernardino

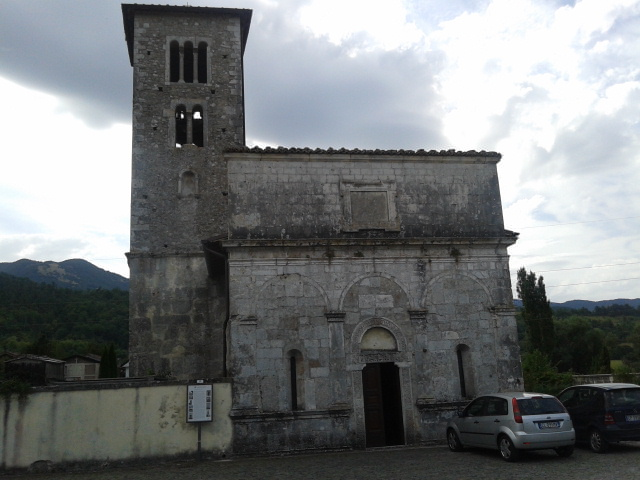
Santa Maria in Cellis (Carsoli)

- Basilica di Santa Maria di Collemaggio (L'Aquila)
- Basilica di San Bernardino (L'Aquila)
- Basilica di San Giuseppe Artigiano (L'Aquila)
- Cattedrale dei Marsi (Avezzano)
- Santuario della Madonna di Pietraquaria (Avezzano)
- Santuario della Madonna d'Appari (Paganica-L'Aquila)
- Abbazia di Santa Maria in Valle Porclaneta (Magliano dei Marsi)
- Concattedrale di Santa Maria delle Grazie (Pescina)
- Cattedrale di San Panfilo (Sulmona)
- Complesso della Santissima Annunziata (Sulmona)
- Badia Morronese (Sulmona)
- Eremo di Sant'Onofrio al Morrone (Sulmona)
- Chiesa di Santa Maria in Cellis (Carsoli)
- Monastero di Santo Spirito d'Ocre (Ocre)
- Abbazia di Santa Maria Assunta (Bominaco)
- Oratorio di San Pellegrino (Bominaco)
- Duomo di Corfinio
- Basilica di Santa Maria Assunta (Castel di Sangro)
- Basilica di Santa Maria del Colle (Pescocostanzo)
- Abbazia dei Santi Pietro e Paolo (Pescasseroli)

### Architetture civili e militari
- Forte spagnolo all'Aquila

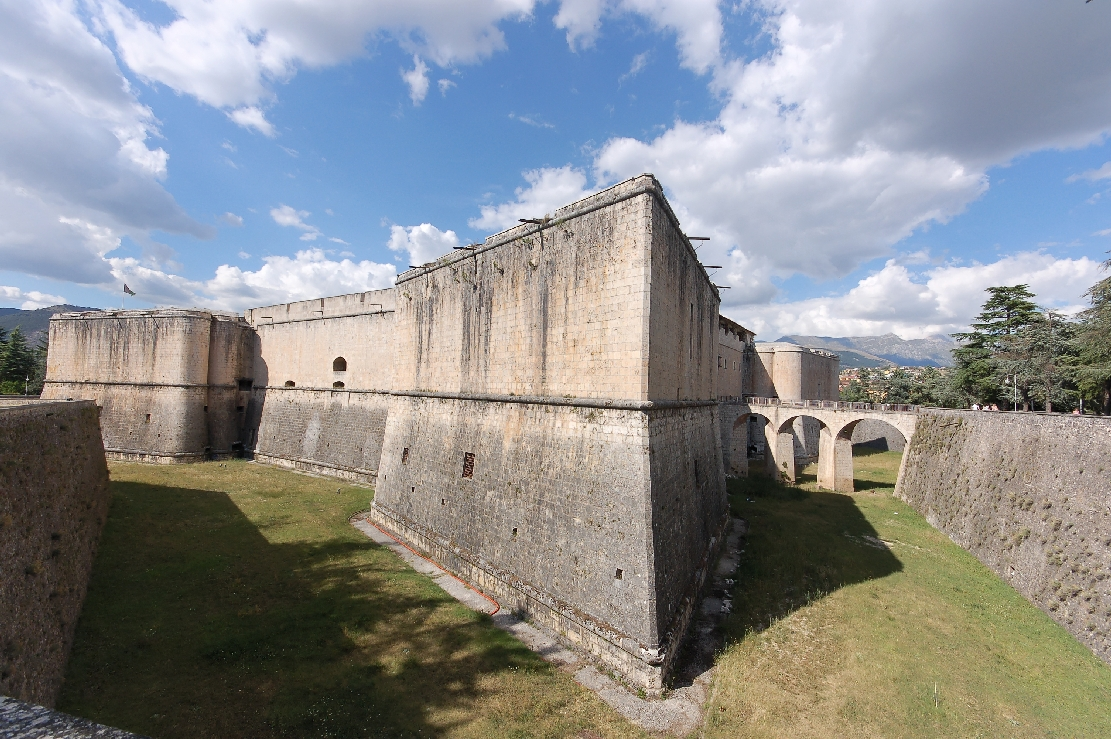
Forte spagnolo dell'Aquila

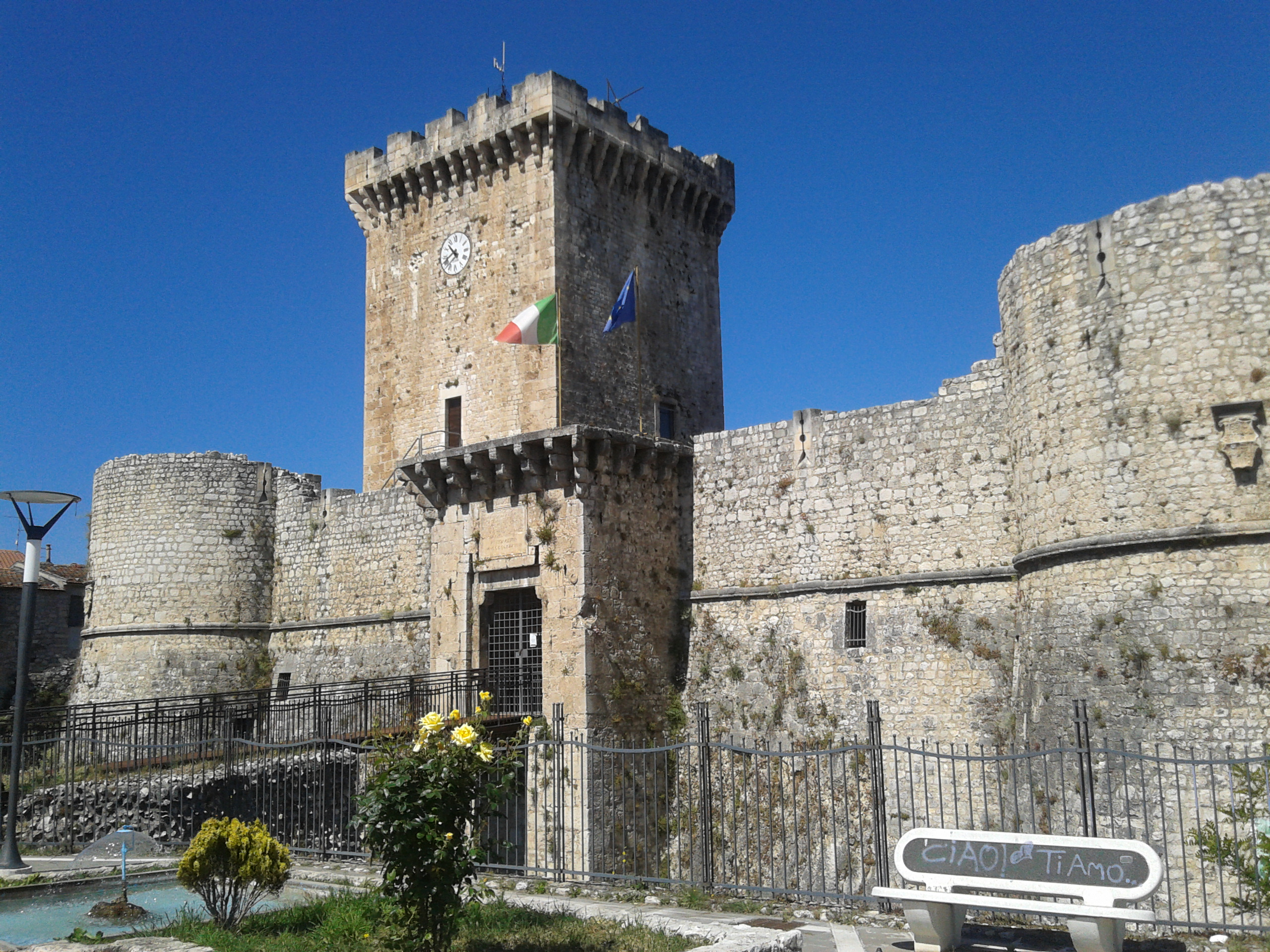
Castello di Ortucchio

- Castello Orsini-Colonna (Avezzano)
- Castello Caldora di Pacentro
- Castello Piccolomini di Capestrano
- Castello Piccolomini di Celano
- Castello Piccolomini di Balsorano
- Castello di Barisciano
- Castello di Ocre
- Castello di Fossa
- Castello di Sant'Eusanio Forconese
- Castello di Rocca Calascio
- Castello di Bominaco
- Rocca Orsini (Scurcola Marsicana)
- Rocca di Villalago
- Castello normanno Di Sangro (Anversa degli Abruzzi)
- Torre medicea di Santo Stefano di Sessanio
- Dongione di Introdacqua
- Castello Piccolomini di Ortucchio
- Castello Piccolomini di Morrea
- Castello Sant'Angelo di Carsoli
- Castello di Pereto
- Castello di San Pio delle Camere
- Palazzo Cappa Cappelli (L'Aquila)
- Palazzo Margherita (L'Aquila)
- Torre civica (L'Aquila)
- Palazzetto dei Nobili (L'Aquila)
- Casa natale di Jacopo di Notar Nanni (L'Aquila)
- Vecchio municipio di Villalago
- Palazzo Porcinari (L'Aquila)
- Palazzo Ardinghelli (L'Aquila)
- Palazzo Mosca (Scanno)
- Palazzo Sardi (Sulmona)
- Palazzo Centi (L'Aquila)
- Palazzo Torlonia (Avezzano)
- Palazzo Fibbioni (L'Aquila)

### Siti archeologici
- Amiternum (L'Aquila)

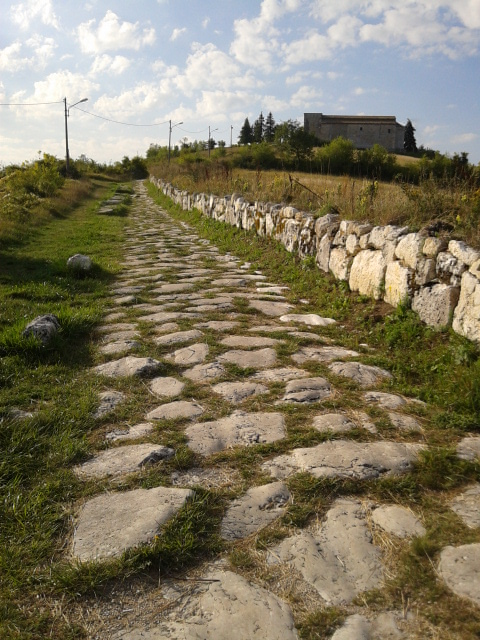
Alba Fucens

- Sito archeologico di Forcona di Contrada Civita di Bagno, con vecchia Cattedrale di San Massimo (VIII secolo) - L'Aquila
- Ocriticum (Cansano)
- Paganica (necropoli romana)
- Necropoli di Aufidena (Alfedena)
- Necropoli di Coccitelle (Anversa degli Abruzzi)
- Necropoli di Fossa
- Catacombe di San Vittorino (L'Aquila)
- Lucus Angitiae (Luco dei Marsi)
- Corfinium (Corfinio)
- Morroni e villa romana di San Benedetto dei Marsi - Facciata della cattedrale di Santa Sabina
- Marruvium (San Benedetto dei Marsi)
- Alba Fucens (Avezzano)
- Santuario di Ercole Curino (Sulmona)
- Tempio italico di Castel di Ieri

### Stazioni climatiche montane

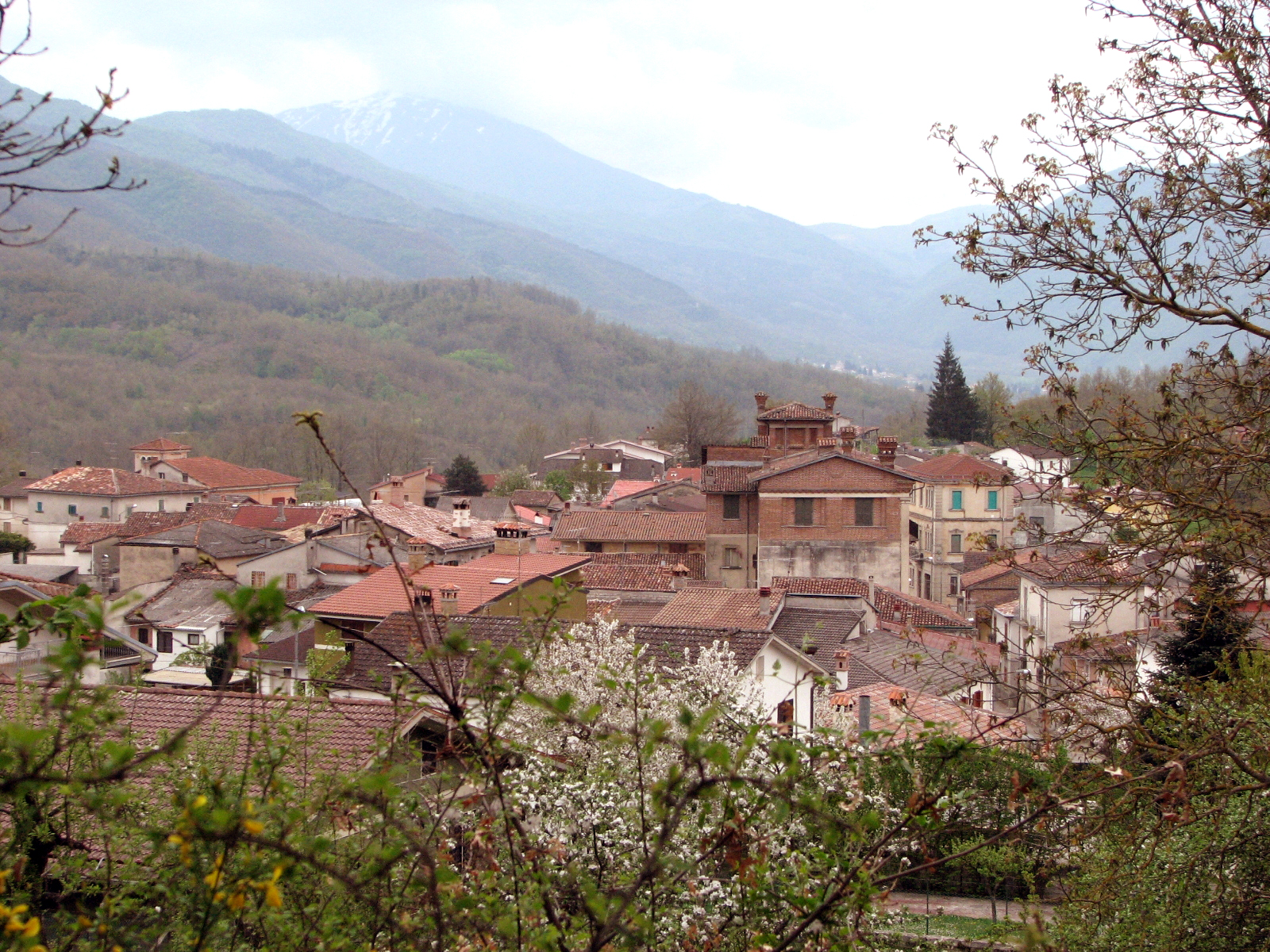
Monti dell'Alto Aterno

- Roccaraso
- Rivisondoli
- Pescocostanzo
- Campo di Giove
- Ovindoli
- Pescasseroli
- Assergi
- Rocca di Mezzo
- Campotosto
- Scanno

### Aree naturali

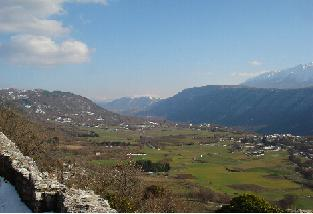
Valle Subequana

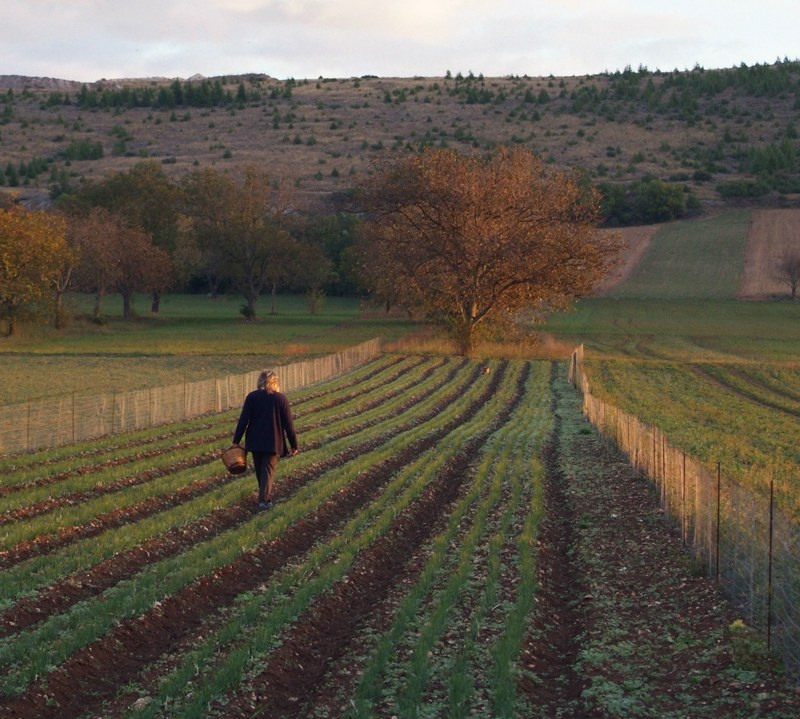
Altopiano di Navelli

- Valle dell'Aterno-Campo Imperatore
- Parco Nazionale della Maiella
- Parco Nazionale d'Abruzzo, Lazio e Molise
- Alto Sangro
- Valle Subequana
- Altopiano di Navelli
- Valle Peligna
- Valle del Tirino
- Marsica

### Musei

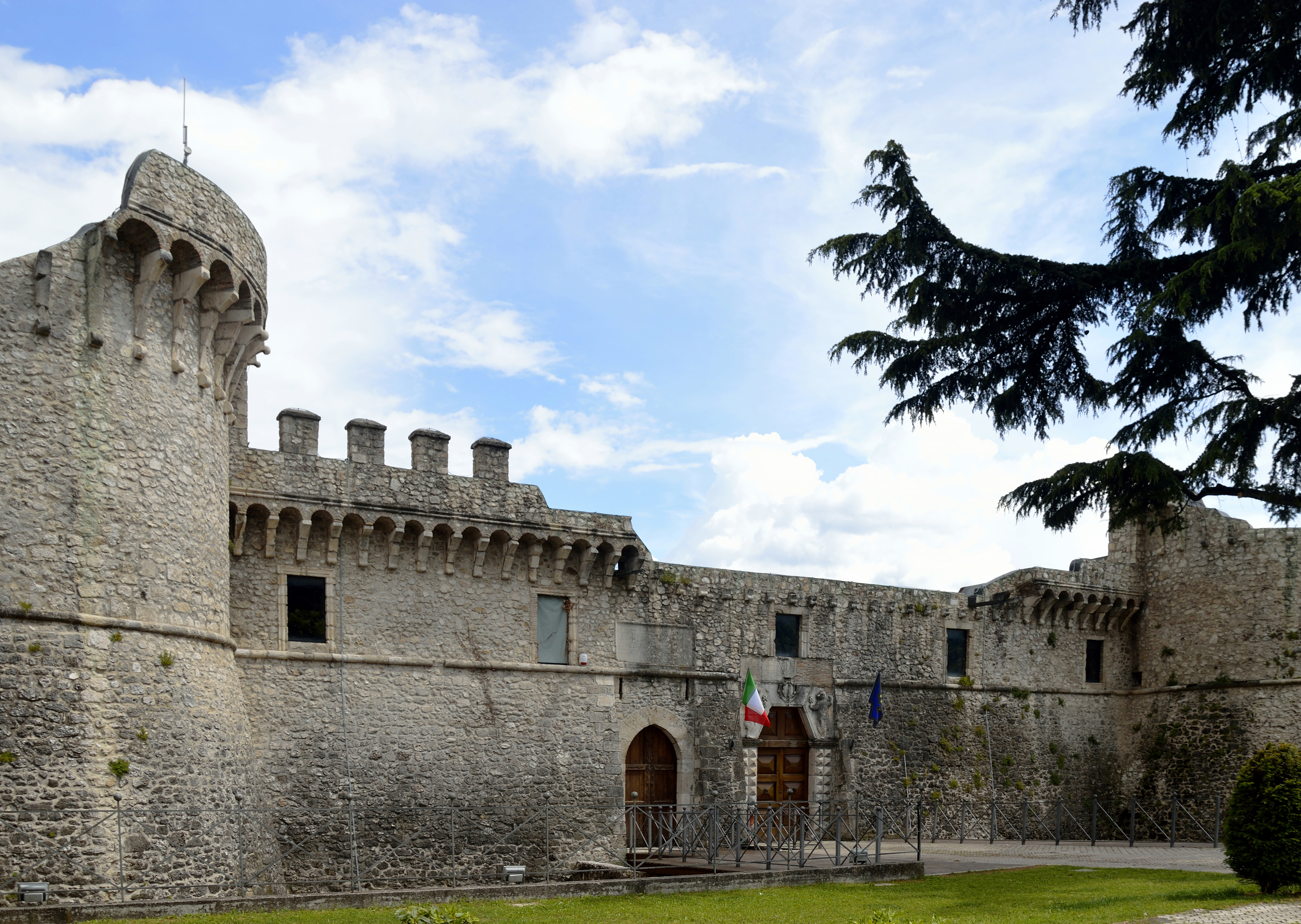
Il castello Orsini-Colonna di Avezzano

- Museo Nazionale d'Abruzzo (L'Aquila), dal 2015 nell'ex mattatoio in Borgo Rivera
- Aia dei Musei (Avezzano)
- Museo d'Arte Sacra (Celano)
- Museo della lana (Scanno)
- Museo diocesano di Sulmona
- Museo civico di Sulmona
- Museo dell'arte e della tecnologia confettiera (Museo Pelino) a Sulmona
- Museo del merletto a tomboloMuseo del Tombolo (Pescocostanzo)
- Pinacoteca Teofilo Patini (Castel di Sangro)
- Museo civico aufidenate (Castel di Sangro)
- Museo civico aufidenate Antonio De Nino (Alfedena)

## Società

### Dialetto
I dialetti della provincia dell'Aquila, non essendo presente una parlata omogenea in tutto il territorio, possono essere divise in due gruppi principali:
- Dialetto sabino (dialetti italiani mediani)

Aquilano, parlato in tutta l'area dell'Alto Aterno fino alla periferia sud orientale dell'Aquila
Carseolano, nella Marsica settentrionale
Tagliacozzano, nell'area tra Tagliacozzo e la periferia occidentale di Avezzano
- Dialetto abruzzese occidentale (dialetti italiani meridionali)

Marsicano e Aquilano orientale, tra l'Altopiano delle Rocche e la Marsica
Peligno, nella Valle Peligna
cui possono essere aggiunte anche altre forme dialettali campane nell'estremità meridionale della provincia, soprattutto in Alto Sangro.

### Qualità della vita
Secondo la classifica sulla qualità della vita nelle province italiane operata dal Sole24Ore nel 2024, la provincia dell'Aquila si colloca al 67º posto su 107, terza provincia abruzzese dopo quelle di Pescara e Teramo.

### Ospedali
La sanità in provincia è gestita dalla Asl 1 Avezzano-Sulmona-L'Aquila, che gestisce cinque strutture ospedaliere pubbliche; 
In provincia è presente anche una struttura privata. Gli ospedali gestiti dalla Asl 1 sono:
- Ospedale "San Salvatore" dell'Aquila.
- Ospedale civile di Avezzano.
- Ospedale "Santissima Annunziata" di Sulmona.
- Ospedale civile di Castel di Sangro.
- Ospedale civile di Tagliacozzo.

## Infrastrutture e trasporti

### Strade

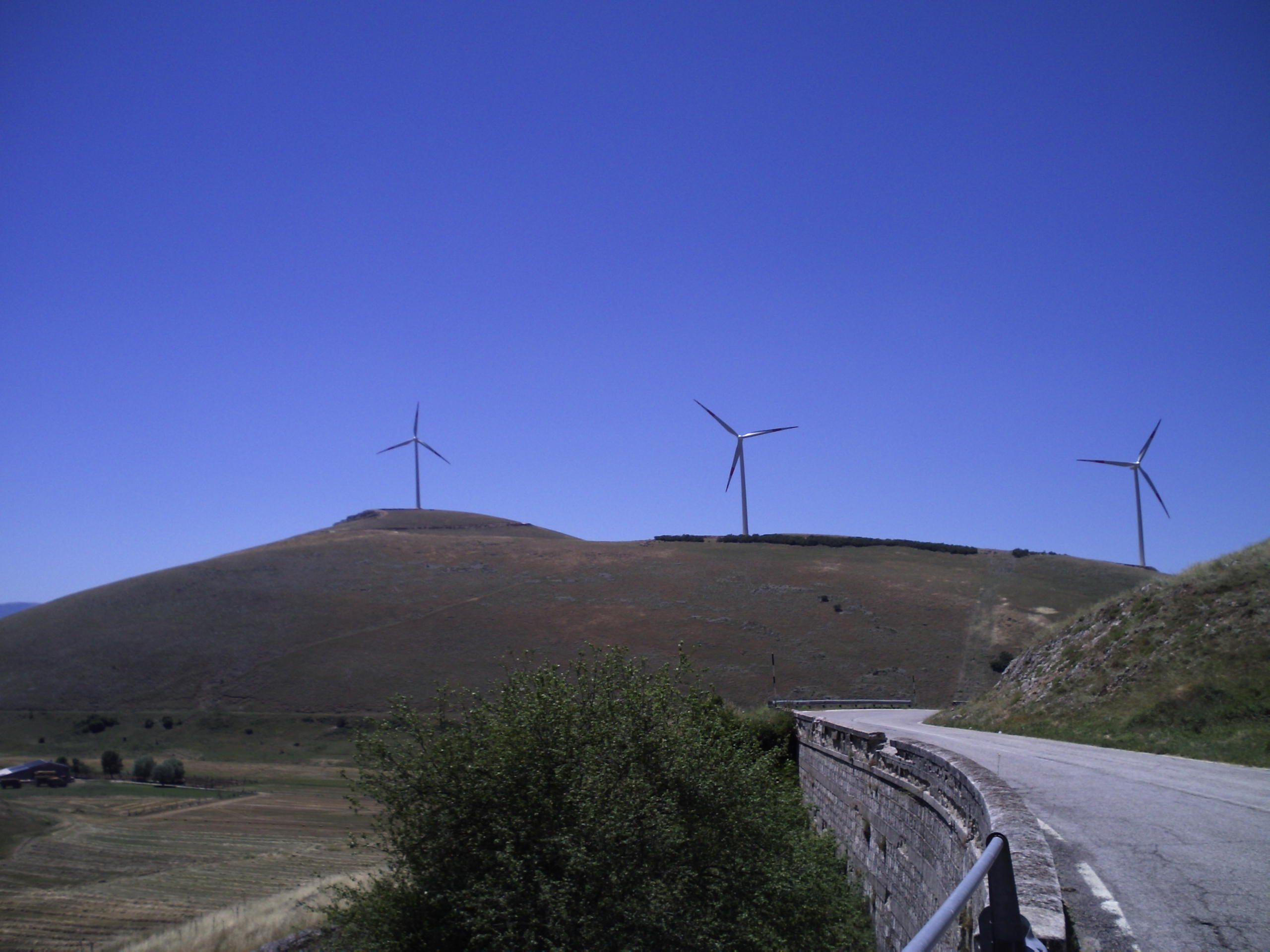
La Via Tiburtina Valeria nei pressi di Forca Caruso

#### Autostrade
La provincia è percorsa da due autostrade che l'attraversano trasversalmente e consentono il collegamento dei principali centri con Roma e l'Adriatico; le due autostrade si riuniscono in località Torano di Borgorose a poca distanza dal confine regionale. Il collegamento tra L'Aquila e Teramo avviene attraverso il traforo del Gran Sasso, il più lungo traforo a doppia canna d'Europa.
- Strada dei Parchi
- Strada dei Parchi

#### Strade statali
Le diverse strade statali del territorio collegano i centri principali con molti centri minori, in alcuni casi offrendo un'alternativa alle autostrade. Alcune di queste, per brevi tratti a doppia corsia per senso di marcia, fungono da tangenziali cittadine.
- Via Tiburtina Valeria
- dell'Appennino Abruzzese ed Appulo-Sannitico
- superstrada di Bazzano
- del Gran Sasso d'Italia
- della Valle del Liri
- Marsicana
- Frentana
- della Valle del Tirino
- della Valle del Volturno
- Picente
- di Caramanico Terme
- Salto Cicolana
- di Lucoli
- Fondo Valle Sangro
- Tangenziale Sud di L'Aquila
- superstrada del Liri
- del Parco Regionale Sirente-Velino

#### Strade Regionali
- del lago di Campotosto
- Palentina
- di Forca di Penne
- di Monte Luco

#### Strade provinciali
La rete delle strade provinciali dell'Aquila ha un'estensione di circa 1800 km, per un totale di 142 strade.

### Trasporto su ferro

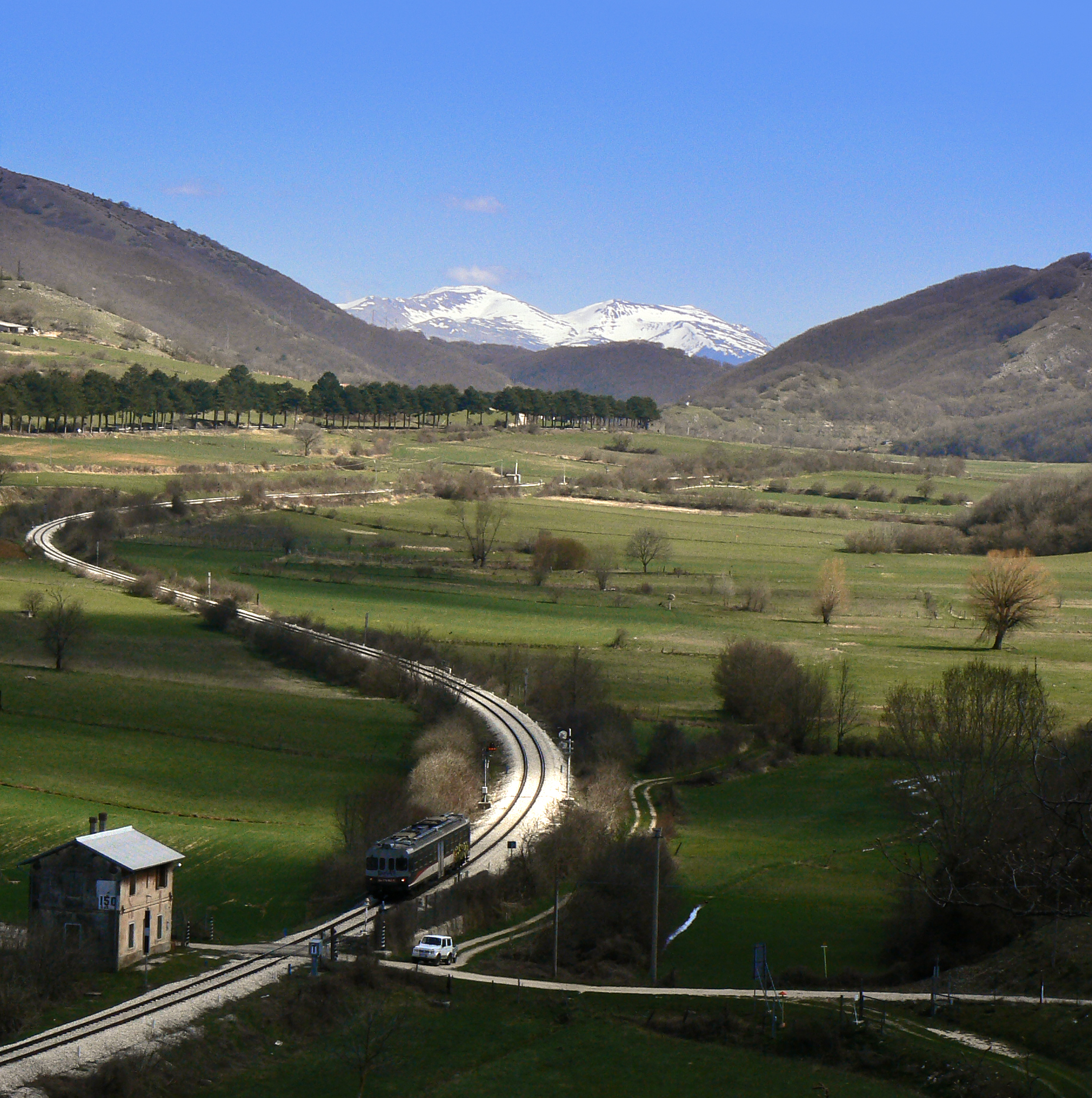
La linea Terni-Sulmona nei pressi di Sella di Corno

A causa della morfologia del territorio il trasporto su ferro non è sviluppato come quello su gomma; la provincia è tuttavia attraversata principalmente da due linee ferroviarie che la tagliano in senso longitudinale e trasversale, vale a dire la Terni-Sulmona e la Roma-Pescara, cui va aggiunto il collegamento con l'alto Molise (linea Sulmona-Isernia) e con la Val di Sangro (linea Lanciano-Castel di Sangro). Il nodo principale è quello di Sulmona; altre stazioni importanti sono ad Avezzano e all'Aquila, quest'ultima inserita nel programma di Centostazioni. Fino al 1935 il capoluogo era collegato con i centri dell'Alto Aterno dalla linea L'Aquila-Capitignano, oggi dismessa, che avrebbe dovuto consentire il collegamento con Teramo e l'Adriatico, mai realizzato.
- (RFI) Terni-Rieti-L'Aquila-Sulmona
- (RFI) Roma-Avezzano-Sulmona-Pescara
- (RFI) Sulmona-Isernia
- (FAS) Lanciano-Castel di Sangro

### Trasporto aereo
La provincia dispone di un piccolo aeroporto turistico, l'Aeroporto di L'Aquila-Preturo, sito nella frazione di Preturo a poca distanza dall'Aquila: l'infrastruttura è stata lo scalo principale del Summit del G8 svoltosi nel capoluogo nel 2009 e punto di riferimento della Protezione Civile dopo il terremoto del 6 aprile 2009. Gli scali internazionali più vicini sono a Roma (Ciampino e Fiumicino) e Pescara. Dal 13 aprile 2015 l'aeroporto è privo di traffico commerciale.

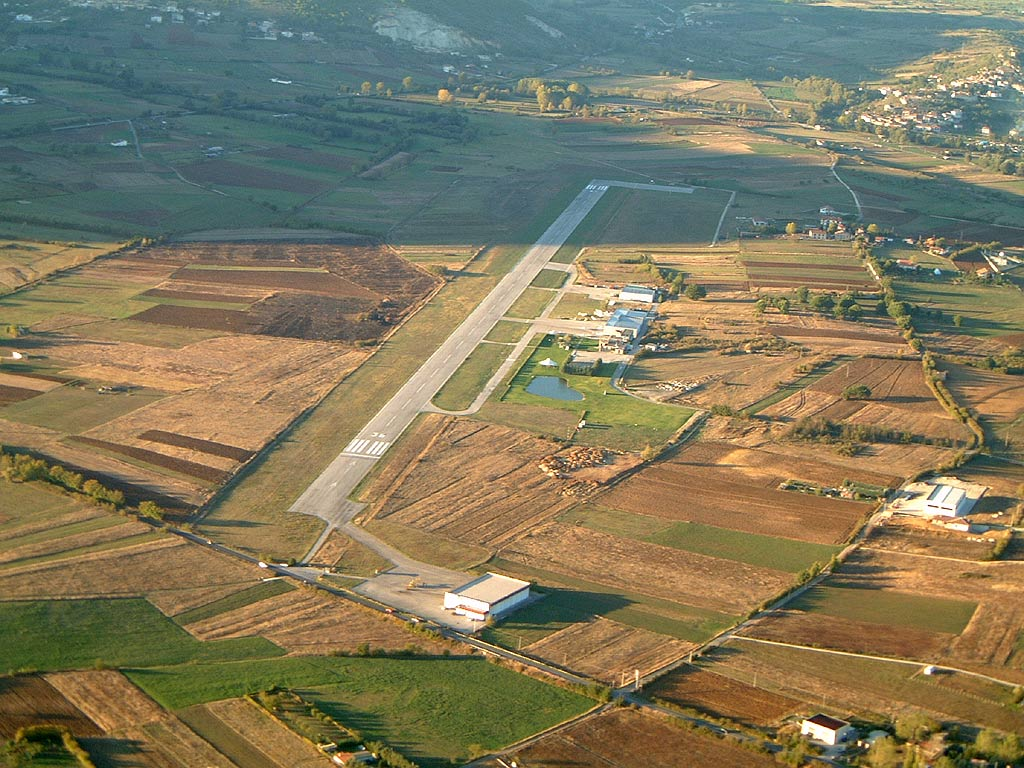
Veduta dell'aeroporto di L'Aquila-Preturo

### Altre infrastrutture
Nel territorio provinciale è presente un Interporto nazionale (Interporto della Marsica) nei pressi dell'uscita autostradale di Avezzano. Numerosi sono anche gli impianti a fune, realizzati nella maggior parte dei casi a scopo sportivo e turistico, tra cui si ricorda la Funivia del Gran Sasso d'Italia, tra le più lunghe d'Europa, che collega L'Aquila con Campo Imperatore. La Provincia è inoltre inserita nel progetto di costruzione dell'oleodotto che dovrebbe collegare Brindisi con Bologna correndo lungo tutta la dorsale appenninica.

## Amministrazione

Gonfalone

La sede storica dell'amministrazione provinciale era in via Sant'Agostino, all'Aquila, in pieno centro storico. In seguito al terremoto del 2009, gli uffici sono stati provvisoriamente collocati in via Monte Cagno, nell'immediata periferia. In seguito ai lavori di consolidamento del Palazzo della Prefettura, iniziati nel 2016, l'edificio dovrebbe ospitare la sede dell'ente.

### Ex-comunità montane e unioni di comuni
Il territorio della provincia dell'Aquila è prevalentemente montano e ospitava cinque comunità montane (Alto Sangro e altopiano delle Cinquemiglia, Montagna di L'Aquila, Montagna Marsicana, Peligna, Sirentina), soppresse nel 2013; nel 2015 è invece nata nel territorio provinciale un'unione di comuni, l'unione dei comuni Terre dei Peligni.

## Sport

### Calcio
Il sodalizio calcistico del capoluogo della provincia è L'Aquila Calcio che  è stata la prima società abruzzese a raggiungere la Serie B nel 1934; la squadra milita attualmente in serie D. Altra importante società, salita alla ribalta alla fine degli anni novanta per essere riuscita a centrare la promozione in serie cadetta pur rappresentando un paese di 6 000 abitanti, è il Castel di Sangro Calcio, militante nel campionato di Eccellenza molisana. Tra le altre società calcistiche della provincia si ricordano l'Avezzano, il Celano Olimpia e il Sulmona. Altra società scomparsa che raggiunse la Prima Divisione fu il Pescina Valle del Giovenco.

### Rugby
Il rugby ha una grande tradizione in Abruzzo e nel territorio provinciale in particolare.
Dal capoluogo proviene L’Aquila, società cinque volte campione d'Italia su 55 partecipazioni in prima divisione, oltre a due Coppe Italia e numerosi giocatori in essa formatasi prestati alla Nazionale italiana (per citarne alcuni, Serafino Ghizzoni, Massimo Mascioletti, Andrea Masi, Giancarlo Cucchiella e, a livello femminile, anche sua figlia Elisa).
Altre società che figurano nelle serie superiori sono l'Avezzano e il Gran Sasso; il Paganica, di una frazione dell'Aquila, militò in passato in serie A e in tempi più recenti nelle serie dilettantistiche.
Lo Stadio Tommaso Fattori dell'Aquila è stato teatro di numerosi incontri internazionali tra cui la prima partita giocata dagli Azzurri contro l'Australia.

### Sci e sport invernali
Il profilo montuoso della provincia ha permesso il sorgere di numerosi impianti sciistici. Il più importante comprensorio dell'aquilano, e dell'Italia centromeridionale in generale, è quello dell'Alto Sangro (Roccaraso-Rivisondoli-Pescocostanzo) che dispone di circa 160 km di piste e ospita annualmente manifestazioni di livello internazionale: vi si sono disputate ad esempio alcune gare della Coppa Europa di sci alpino 2005 ed i Campionati mondiali juniores di sci alpino 2012. Altri comprensori importanti sono quello delle Tre Nevi, che comprende le stazioni di Campo Felice ed Ovindoli per un totale di 60 km di piste, e quello del Gran Sasso (la prima stazione realizzata sugli Appennini) con base a Campo Imperatore e che vanta 15 km di piste per lo sci alpino oltre a circa 60 km di piste per lo sci nordico.

### Altri sport
L'Aquila è sede della formazione ciclistica Acqua & Sapone. La città e l'intero comprensorio sono stati, inoltre, più volte tappa delle principali manifestazioni ciclistiche nazionali, tra cui il Giro d'Italia. Il capoluogo vanta anche tre Campioni del Mondo nel pattinaggio: Corrado Ruggeri, Armando Capannolo e Gregorio Duggento. Nel 2004 il capoluogo, che dispone di impianti a pista piana e sopraelevata, ha inoltre ospitato i Campionati mondiali di Pattinaggio.
Altro sport praticato è l'hockey, diffuso soprattutto ad Avezzano sede dell'unica società in Abruzzo di Hockey su prato (l'Hockey Avezzano, milita in serie B) e dell'unica a livello professionistico di Hockey su ghiaccio (l'Hockey Club Avezzano, serie C).